# 小津安二郎
小津 安二郎（おづ やすじろう、1903年〈明治36年〉12月12日 - 1963年〈昭和38年〉12月12日）は、日本の映画監督、脚本家。日本映画を代表する監督のひとりであり、サイレント映画時代から戦後までの約35年にわたるキャリアの中で、原節子主演の『晩春』（1949年）、『麦秋』（1951年）、『東京物語』（1953年）など54本の作品を監督した。ロー・ポジションによる撮影や厳密な構図などが特徴的な「小津調」と呼ばれる独特の映像世界で、親子関係や家族の解体をテーマとする作品を撮り続けたことで知られ、黒澤明や溝口健二と並んで国際的に高く評価されている。1962年には映画人初の日本芸術院会員に選出された。
義弟はキノエネ醤油14代社長山下平兵衛。

## 生涯

### 生い立ち
1903年12月12日、東京市深川区亀住町4番地（現在の東京都江東区深川一丁目）に、父・寅之助と母・あさゑの5人兄妹の次男として生まれた。兄は2歳上の新一、妹は4歳下の登貴と8歳下の登久、弟は15歳下の信三である。生家の小津新七家は、伊勢松阪出身の伊勢商人である小津与右衛門家の分家にあたる。伊勢商人は江戸に店を出して成功を収めたが、小津与右衛門家も日本橋で海産物肥料問屋の「湯浅屋」を営んでいた。小津新七家はその支配人を代々務めており、五代目小津新七の子である寅之助も18歳で支配人に就いた。あさゑは津の名家の生まれで、のちに伊勢商人の中條家の養女となった。両親は典型的な厳父慈母で、小津は優しくて思いやりのある母を終生まで敬愛した。小津は3歳頃に脳膜炎にかかり、数日間高熱で意識不明の状態となったが、母が「私の命にかえても癒してみせます」と必死に看病したことで一命をとりとめた。
1909年、小津は深川区立明治小学校附属幼稚園に入園した。当時は子供を幼稚園に入れる家庭は珍しく、小津はとても裕福で教育熱心な家庭で育ったことがうかがえる。翌1910年には深川区立明治尋常小学校（現在の江東区立明治小学校）に入学した。1913年3月、子供を田舎で教育した方がよいという父の教育方針と、当時住民に被害を及ぼしていた深川のセメント粉塵公害による環境悪化のため、一家は小津家の郷里である三重県飯南郡神戸村（現在の松阪市）垣鼻785番地に移住した。父は湯浅屋支配人の仕事があるため、東京と松阪を往復する生活をした。同年4月、小津は松阪町立第二尋常小学校（現在の松阪市立第二小学校）4年生に転入した。5・6年時の担任によると、当時の小津は円満実直で成績が良く、暇があるとチャンバラごっこをしていたという。やがて小津は自宅近くの映画館「神楽座」で尾上松之助主演の作品を見たのがきっかけで、映画に病みつきとなった。
1916年、尋常小学校を卒業した小津は、三重県立第四中学校（現在の三重県立宇治山田高等学校）に入学し、寄宿舎に入った。小津はますます映画に熱を上げ、家族にピクニックに行くと偽って名古屋まで映画を見に行ったこともあった。当時は連続活劇の女優パール・ホワイトのファンで、レックス・イングラムやペンリン・スタンロウズの監督作品を好むなど、アメリカ映画一辺倒だった。とくに小津に感銘を与えたのがトーマス・H・インス監督の『シヴィリゼーション』（1917年）で、この作品で映画監督の存在を初めて認識し、監督を志すきっかけを作った。1920年、学校では男子生徒が下級生の美少年に手紙を送ったという「稚児事件」が発生し、小津もこれに関与したとして停学処分を受けた。さらに小津は舎監に睨まれていたため、停学と同時に寄宿舎を追放され、自宅から汽車通学することになった。小津は追放処分を決めた舎監を終生まで嫌悪し、戦後の同窓会でも彼と同席することを拒否した。しかし、自宅通学に変わったおかげで外出が自由になり、映画見物には好都合となった。この頃には校則を破ることが何度もあり、操行の成績は最低の評価しかもらえなくなったため、学友たちから卒業できないだろうと思われていた。
1921年3月、小津は何とか中学校を卒業することができ、両親の命令で兄の通う神戸高等商業学校を受験したが、合格する気はあまりなく、神戸や大阪で映画見物を楽しんだ。名古屋高等商業学校も受験したが、どちらとも不合格となり、浪人生活に突入した。それでも映画に没頭し、7月には知人らと映画研究会「エジプトクラブ」を設立し、憧れのパール・ホワイトなどのハリウッド俳優の住所を調べて手紙を送ったり、映画のプログラムを蒐集したりした。翌1922年に再び受験の時期が来ると、三重県師範学校を受験したが不合格となり、飯南郡宮前村（現在の松阪市飯高町）の宮前尋常高等小学校に代用教員として赴任した。宮前村は松阪から約30キロの山奥にあり、小津は学校のすぐ近くに下宿したが、休みの日は映画を見に松阪へ帰っていたという。小津は5年生男子48人の組を受け持ち、児童に当時では珍しいローマ字を教えたり、教室で活劇の話をして喜ばせたりしていた。また、下宿で児童たちにマンドリンを弾き聞かせたり、下駄のまま児童を連れて標高1000メートル以上の局ヶ岳を登頂したりしたこともあった。

### 映画界入り
1923年1月、一家は小津と女学校に通う妹の登貴を残して上京し、深川区和倉町に引っ越した。3月に小津は登貴が女学校を卒業したのを機に、代用教員を辞めて2人で上京し、和倉町の家に合流して家族全員が顔を揃えた。小津は映画会社への就職を希望したが、映画批評家の佐藤忠男曰く「当時の映画は若者を堕落させる娯楽と考えられ、職業としては軽蔑されていた」ため父は反対した。しかし、母の異母弟の中條幸吉が松竹に土地を貸していたことから、その伝手で8月に松竹キネマ蒲田撮影所に入社した。小津は監督志望だったが、演出部に空きがなかったため、撮影部助手となった。入社直後の9月1日、小津は撮影所で関東大震災に遭遇した。和倉町の家は焼失したが、家族は全員無事だった。震災後に本家が湯浅屋を廃業したことで、父は亀住町の店跡を店舗兼住宅に新築し、新たに「小津地所部」の看板を出して、本家が所有する土地や貸家の管理を引き受けた。松竹本社と蒲田撮影所も震災で被害を受け、スタッフの多くは京都の下加茂撮影所に移転した。蒲田には島津保次郎監督組が居残り、小津も居残り組として碧川道夫の撮影助手を務めた。
1924年3月に蒲田撮影所が再開すると、小津は酒井宏の撮影助手として牛原虚彦監督組についた。小津は重いカメラを担ぐ仕事にはげみ、ロケーション中に暇があると牛原に矢継ぎ早に質問をした。12月、小津は東京青山の近衛歩兵第4連隊に一年志願兵として入営し、翌1925年11月に伍長で除隊した。再び撮影助手として働いた小津は、演出部に入れてもらえるよう兄弟子の斎藤寅次郎に頼み込み、1926年に時代劇班の大久保忠素監督のサード助監督となった。この頃に小津はチーフ助監督の斎藤、セカンド助監督の佐々木啓祐、生涯の親友となる清水宏、後に小津作品の編集担当となる撮影部の浜村義康の5人で、撮影所近くの家を借りて共同生活をした。小津は大久保のもとで脚本直しと絵コンテ書きを担当したが、大久保は助監督の意見に耳を傾けてくれたため、彼にたくさんのアイデアを提供することができた。また、大久保はよく撮影現場に来ないことがあり、その時は助監督が代わりに務めたため、小津にとっては大変な勉強になった。小津は後に、大久保のもとについたことが幸運だったと回想している。
1927年のある日、撮影を終えて腹をすかした小津は、満員の社員食堂でカレーライスを注文したが、給仕が順番を飛ばして後から来た牛原虚彦のところにカレーを運んだため、これに激昂して給仕に殴りかかろうとした。この騒動は撮影所内に知れ渡り、小津は撮影所長の城戸四郎に呼び出されたが、それが契機で脚本を提出するよう命じられた。城戸は「監督になるには脚本が書けなければならない」と主張していたため、これは事実上の監督昇進の試験だった。小津は早速自作の時代劇『瓦版かちかち山』の脚本を提出し、作品は城戸に気に入られたが、内容が渋いため保留となった。8月、小津は「監督ヲ命ズ 但シ時代劇部」の辞令により監督昇進を果たし、初監督作品の時代劇『懺悔の刃』の撮影を始めた。ところが撮影途中に予備役の演習召集を受けたため、撮り残したファーストシーンの撮影を斎藤に託し、9月25日に三重県津市の歩兵第33連隊第7中隊に入隊した。10月に『懺悔の刃』が公開され、除隊した小津も映画館で鑑賞したが、後に「自分の作品のような気がしなかった」と述べている。

### 監督初期

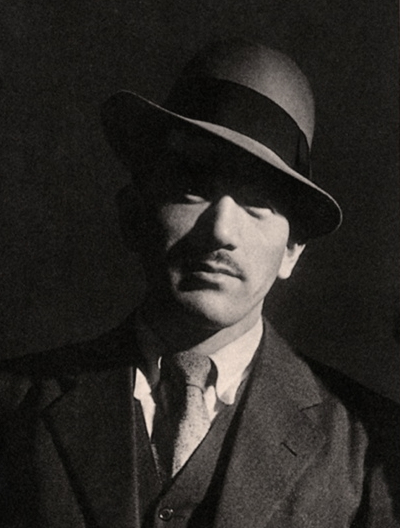
『非常線の女』（1933年）撮影時の小津。

1927年11月、蒲田時代劇部は下加茂撮影所に合併されたが、小津は蒲田に残り、以後は現代劇の監督として活動することができた。しかし、小津は早く監督になる気がなく、会社からの企画を6、7本断ったあと、ようやく自作のオリジナル脚本で監督2作目の『若人の夢』（1928年）を撮影した。当時の松竹蒲田は城戸の方針で、若手監督に習作の意味を兼ねて添え物用の中・短編喜劇を作らせており、新人監督の小津もそうした作品を立て続けに撮影したが、その多くは学生や会社員が主人公のナンセンス喜劇だった。1928年は5本、1929年は6本、1930年は生涯最高となる7本もの作品を撮り、めまぐるしいほどのスピード製作となった。徐々に会社からの信用も高まり、トップスターの栗島すみ子主演の正月映画『結婚学入門』（1930年）の監督を任されるほどになった。『お嬢さん』（1930年）は当時の小津作品にしては豪華スターを配した大作映画となり、初めてキネマ旬報ベスト・テンに選出された（日本・現代映画部門2位）。
1931年、松竹は土橋式トーキーを採用して、日本初の国産トーキー『マダムと女房』を公開し、それ以来日本映画は次第にトーキーへと移行していったが、小津は1936年までトーキー作品を作ろうとはしなかった。その理由はコンビを組んでいたカメラマンの茂原英雄が独自のトーキー方式を研究していたことから、それを自身初のトーキー作品で使うと約束していたためで、後に小津は日記に「茂原氏とは年来の口約あり、口約果たさんとせば、監督廃業にしかず、それもよし」と書いている。小津は茂原式が完成するまでサイレント映画を撮り続け、松竹が採用した土橋式はノイズが大きくて不備があるとして使用しなかった。しかし、サイレント作品のうち5本は、台詞はないが音楽が付いているサウンド版で公開されている。
1930年代前半になると、小津は批評家から高い評価を受けることが多くなった。『東京の合唱』（1931年）はキネマ旬報ベスト・テンの3位に選ばれ、佐藤は「これで小津は名実ともに日本映画界の第一級の監督として認められるようになったと言える」と述べている。『大人の見る繪本 生れてはみたけれど』（1932年）はより高い評価を受け、初めてキネマ旬報ベスト・テンの1位に選ばれた。さらに『出来ごころ』（1933年）と『浮草物語』（1934年）でもベスト・テンの1位に選ばれた。1933年9月には後備役として津市の歩兵第33連隊に入営し、毒ガス兵器を扱う特殊教育を受けた。10月に除隊すると京都で師匠の大久保や井上金太郎らと交歓し、井上の紹介で気鋭の新進監督だった山中貞雄と知り合い、やがて二人は深く心を許し合う友となった。新しい出会いの一方、1934年4月には父寅之助を亡くした。父が経営した小津地所部の後を継ぐ者はおらず、2年後に小津家は深川の家を明け渡すことになり、小津と母と弟の3人で芝区高輪南町に引っ越した。小津は一家の大黒柱として、家計や弟の学費を背負ったが、この頃が金銭的に最も苦しい時期となった。
1935年7月、小津は演習召集のため、再び青山の近衛歩兵第4連隊に3週間ほど入隊した。この年に日本文化を海外に紹介するための記録映画『鏡獅子』（1936年）を撮影し、初めて土橋式によるトーキーを採用した。1936年3月、小津は日本映画監督協会の結成に加わり、協会を通じて溝口健二、内田吐夢、田坂具隆などの監督と親しくなった。この年に茂原式トーキーが完成し、小津は約束通り『一人息子』（1936年）で採用することを決め、同年に蒲田から移転した大船撮影所で撮影することを考えたが、松竹が土橋式トーキーと契約していた関係で大船撮影所を使うことができず、誰もいなくなった旧蒲田撮影所で撮影した。1937年に土橋式で『淑女は何を忘れたか』を撮影したあと、自身が考えていた原作『愉しき哉保吉君』を内田吐夢に譲り、同年に『限りなき前進』として映画化された。9月には『父ありき』の脚本を書き上げたが、執筆に利用した茅ヶ崎市の旅館「茅ヶ崎館」は、これ以降の作品でもしばしば執筆に利用した。

### 小津と戦争
1937年7月に日中戦争が開始し、8月に親友の山中が応召されたが、小津も『父ありき』脱稿直後の9月10日に召集され、近衛歩兵第2連隊に歩兵伍長として入隊した。小津は毒ガス兵器を扱う上海派遣軍司令部直轄・野戦瓦斯第2中隊に配属され、9月27日に上海に上陸した。小津は第三小隊の班長となって各地を転戦し、南京陥落後の12月20日に安徽省滁県に入城した。1938年1月12日、上海へ戦友の遺骨を届けるための出張の帰路、南京郊外の句容にいた山中を訪ね、30分程の短い再会の時を過ごした。4月に徐州会戦に参加し、6月には軍曹に昇進し、9月まで南京に駐留した。同月に山中は戦病死し、訃報を知った小津は数日間無言になったという。その後は漢口作戦に参加し、1939年3月には南昌作戦に加わり、修水の渡河作戦で毒ガスを使用した。続いて南昌進撃のため厳しい行軍をするが、小津は「山中の供養だ」と思って歩いた。やがて南昌陥落で作戦は中止し、6月26日には九江で帰還命令が下り、7月13日に日本に帰国、7月16日に召集解除となった。
この頃、南京で同じ伍長だった佐野周二と再会している。
1939年12月、小津は帰還第1作として『彼氏南京へ行く』（後に『お茶漬の味』と改題）の脚本を執筆し、翌1940年に撮影準備を始めたが、内務省の事前検閲で全面改訂を申し渡され、出征前夜に夫婦でお茶漬けを食べるシーンが「赤飯を食べるべきところなのに不真面目」と非難された。結局製作は中止となり、次に『戸田家の兄妹』（1941年）を製作した。これまで小津作品はヒットしないと言われてきたが、この作品は興行的に大成功を収めた。次に応召直前に脚本を完成させていた『父ありき』（1942年）を撮影し、小津作品の常連俳優である笠智衆が初めて主演を務めた。この撮影中に太平洋戦争が開戦し、1942年に陸軍報道部は「大東亜映画」を企画して、大手3社に戦記映画を作らせた。松竹はビルマ作戦を描くことになり、小津が監督に抜擢された。タイトルは『ビルマ作戦 遥かなり父母の国』で脚本もほぼ完成していたが、軍官の求める勇ましい映画ではないため難色を示され、製作中止となった。
1943年6月、小津は軍報道部映画班員として南方へ派遣され、主にシンガポールに滞在した。同行者には監督の秋山耕作と脚本家の斎藤良輔がおり、遅れてカメラマンの厚田雄春が合流した。小津たちはインド独立をテーマとした国策映画『デリーへ、デリーへ』を撮ることになり、ペナンでスバス・チャンドラ・ボースと会見したり、ジャワでロケを行ったりしたが、戦況が悪化したため撮影中止となった。小津は厚田に後発スタッフが来ないよう電報を打たせたが、電報の配達が遅れたため、後発スタッフは行き違いで日本を出発してしまい、小津は「戦況のよくない洋上で船がやられたらどうするんだ」と激怒した。後発スタッフは何とか無事にシンガポールに到着し、撮影も続行されたが、やがて小津とスタッフ全員に非常召集がかかり、現地の軍に入営することになった。仕事のなくなった小津はテニスや読書をして穏やかに過ごし、夜は報道部の検閲試写室で「映写機の検査」と称して、接収した大量のアメリカ映画を鑑賞した。その中には『風と共に去りぬ』『嵐が丘』（1939年）、『怒りの葡萄』『ファンタジア』『レベッカ』（1940年）、『市民ケーン』（1941年）などが含まれており、『ファンタジア』を見た時は「こいつはいけない。相手がわるい。大変な相手とけんかした」と思ったという。
1945年8月15日にシンガポールで敗戦を迎えると、『デリーへ、デリーへ』のフィルムと脚本を焼却処分し、映画班員とともにイギリス・オーストラリア軍の監視下にあるジュロンの民間人収容所に入り、しばらく抑留生活を送った。小津は南方へ派遣されてからも松竹から給与を受け取っていたため、軍属ではなく民間人として扱われ、軍の収容所入りを免れていた。抑留中はゴム林での労働に従事し、収容所内での日本人向け新聞「自由通信」の編集もしていた。暇をみてはスタッフと連句を詠んでいたが、小津は後に「連句の構成は映画のモンタージュと共通するものがあり、とても勉強になった」と回想している。同年12月、第一次引き揚げ船で帰国できることになり、スタッフの人数が定員を上回っていたため、クジ引きで帰還者を決めることにした。小津はクジに当たったが、「俺は後でいいよ」と妻子のあるスタッフに譲り、映画班の責任者として他のスタッフの帰還が終わるまで残留した。翌1946年2月に小津も帰還し、12日に広島県大竹に上陸した。

### 戦後の活躍

『晩春』（1949年）のポスター。

日本に帰還した小津は、焼け残った高輪の自宅に行くが誰もおらず、妹の登久の嫁ぎ先である千葉県野田町（現在の野田市）に疎開していた母のもとへ行き、やがて小津も野田町内の借家に移住した。1947年に戦後第1作となる『長屋紳士録』を撮影したが、撮影中は千葉から通うわけにはいかず、撮影所内の監督室で寝泊まりするようになった。この頃に撮影所前の食堂「月ヶ瀬」の主人の姪である杉戸益子（後に中井麻素子）と親しくなり、以後彼女は小津の私設秘書のような存在となった。益子は1957年に小津と木下惠介の独身監督の媒酌で佐田啓二と結婚し、後に中井貴恵と貴一をもうけた。小津は佐田夫妻と親子同然の間柄となり、亡くなるまで親密な関係が続いた。
1948年には新作『月は上りぬ』の脚本を書き上げ、東宝専属の高峰秀子を主演に予定したが、交渉が難航したため製作延期となり、代わりに『風の中の牝雞』を撮影した。この作品は小津が畏敬した志賀直哉の『暗夜行路』をモチーフにしていると目されているが、あまり評判は良くなく、小津自身も失敗作だと認めている。デビュー作からコンビを組んできた脚本家の野田高梧も作品を批判し、それを素直に認めた小津は、次作の『晩春』（1949年）からの全作品の脚本を野田と共同執筆した。『晩春』は広津和郎の短編小説『父と娘』が原作で、娘の結婚というテーマを能や茶の湯など日本の伝統的な情景の中で描いた。また、原節子を主演に迎え、小津調と呼ばれる独自の作風の基調を示すなど、戦後の小津作品のマイルストーンとなった。作品はキネマ旬報ベスト・テンで1位に選ばれ、毎日映画コンクールの日本映画大賞を受賞した。
次作の『宗方姉妹』（1950年）は新東宝製作で、初の他社作品となった。この作品は当時の日本映画の最高記録となる約5000万円もの製作費が投じられ、この年の洋画を含む興行配収1位になる大ヒット作となった。1951年には『麦秋』を監督し、再びキネマ旬報ベスト・テン1位と毎日映画コンクール日本映画大賞に選ばれた。1952年1月、松竹大船撮影所の事務所本館が全焼し、小津が撮影中に寝泊まりしていた監督室も焼けたため、5月に母を連れて北鎌倉に転居し、そこを終の棲家とした。この年に戦前に検閲で撥ねられた『お茶漬の味』を撮影し、1953年には小津の最高傑作のひとつに位置付けられている『東京物語』を撮影した。同年9月、松竹を含む5つの映画会社は、同年に製作再開した日活による監督や俳優の引き抜きを防ぐために五社協定を締結し、それにより小津は松竹の専属契約者となった。
1954年、戦後長らく映画化が実現できずにいた『月は上りぬ』が、日本映画監督協会の企画作品として日活が製作し、小津の推薦で田中絹代が監督することに決まった。小津は他社作品ながら脚本を提供し、スポンサーと交渉するなど精力的に協力したが、日活は俳優の引き抜きをめぐり大映など五社と激しく対立していたため製作は難航した。小津は監督協会代表者として日活との交渉に奔走し、田中を監督に推薦した責任上、彼女と同じ立場に身を置くため、9月8日に松竹と契約更新をせずにフリーとなった。やがて作品は監督協会が製作も行い、配給のみ日活に委託することになり、キャスティングに難航しながらも何とか完成に漕ぎつけ、1955年1月に公開された。小津はこの作品をめぐる問題処理にあたったこともあり、同年10月に監督協会の理事長に就任した。
小津はフリーの立場で松竹製作の『早春』（1956年）を撮影したあと、1956年2月に松竹と年1本の再契約を結び、以後は1年ごとに契約を更新した。小津は次回作として、戦前に映画化された『愉しき哉保吉君』を自らの手でリメイクすることにしたが、内容が暗いため中止した。6月からは長野県蓼科にある野田の別荘「雲呼荘」に滞在し、その土地を気に入った小津は雲呼荘近くにある片倉製糸の別荘を借り、「無藝荘」と名付けた。次作の『東京暮色』（1957年）からは蓼科の別荘で脚本を執筆するようになり、無藝荘は東京から来た客人をもてなす迎賓館のような役割を果たした。1957年10月から11月にかけて『浮草物語』をリメイクした『大根役者』の脚本を書き上げ、1958年1月新潟県の佐渡島と高田市（現在の上越市）でロケーション・ハンティングも敢行したが、ロケ先が雪不足のため撮影延期となった。

### カラー映画時代
1950年代に日本映画界ではカラー化、ワイドスクリーン化が進んでいたが、小津はトーキーへの移行の時と同じように、新しい技術には慎重な姿勢を見せた。ワイドスクリーンについては「何だかあのサイズは郵便箱の中から外をのぞいているような感じでゾッとしない」「四畳半に住む日本人の生活を描くには適さない」などと言って導入せず、亡くなるまで従来通りのスタンダードサイズを貫いた。一方、カラーについては自分が望む色彩の再現がうまくいくかどうか不安に感じていたが、戦後の小津作品のカメラマンの厚田雄春によると、『東京物語』の頃からカラーで撮る可能性が出ていて、いろいろ研究を始めていたという。1958年、小津は『彼岸花』を撮るにあたり、会社からカラーで撮るよう命じられたため、厚田の助言を受け入れて、色調が渋くて小津が好む赤の発色が良いアグファカラーを採用した。この作品以降は全作品をアグファカラーで撮影した。
小津作品初のカラー映画となった『彼岸花』は、大映から山本富士子を借りるなどスターを並べたのが功を奏して、この年の松竹作品の興行配収1位となり、小津作品としても過去最高の興行成績を記録した。1959年2月には映画関係者で初めて日本芸術院賞を受賞した。この年は『お早よう』を撮影したあと、大映から『大根役者』を映画化する話が持ち上がり、これを『浮草』と改題して撮影した。1960年には松竹で『秋日和』を撮影したが、主演に東宝から原節子と司葉子を借りてきたため、その代わりに東宝で1本作品を撮ることになり、翌1961年に東宝系列の宝塚映画で『小早川家の秋』を撮影した。
1962年2月4日、最愛の母あさゑが86歳で亡くなった。この年に最後の監督作品となった『秋刀魚の味』を撮影し、11月に映画人で初めて日本芸術院会員に選出された。1963年には次回作として『大根と人参』の構想を進めたが、この脚本は小津の病気により執筆されることはなく、ついに亡くなるまで製作は実現しなかった。『大根と人参』は小津没後に渋谷実が構想ノートをもとに映画化し、1965年に同じタイトルで公開した。小津の最後の仕事となったのは、日本映画監督協会プロダクションが製作するいすゞ自動車の宣伝映画『私のベレット』（1964年）の脚本監修だった。

### 闘病と死去

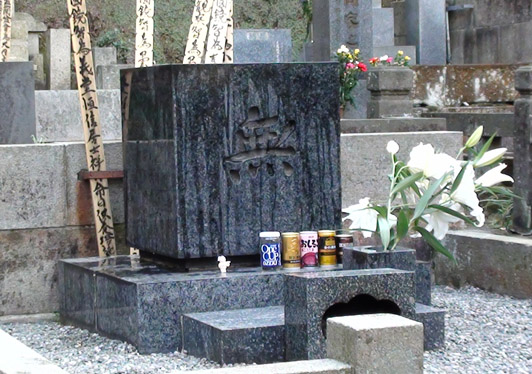
鎌倉市の円覚寺にある小津安二郎の墓。

1963年4月、小津は数日前にできた右頸部悪性腫瘍のため国立がんセンターに入院し、手術を受けた。手術後は患部にコバルトやラジウムの針を刺す治療を受け、「そのへんに、オノか何かあったら、自殺したかったよ」と口を漏らすほど痛みに苦しんだ。7月に退院すると湯河原で療養したが、右手のしびれが痛みとなり、月末に帰宅してからは寝たきりの生活を送った。9月にがんセンターは佐田啓二など親しい人たちに、小津が癌であることを通告した。小津の痛みは増すばかりで、好物も食べられないほどになっていた。10月には東京医科歯科大学医学部附属病院に再入院したが、11月に白血球不足による呼吸困難のため、気管支の切開手術をしてゴム管をはめた。そのせいで発声もほとんどできなくなり、壁にイロハを書いた紙を貼り、文字を指して意思疎通をした。
12月11日、小津の容態が悪化し、佐田が駆けつけると死相があらわれていた。そして12月12日午後12時40分、小津は還暦を迎えた当日に死去した。翌日の通夜には、すでに女優を引退していた原節子が駆けつけた。12月16日、松竹と日本映画監督協会による合同葬が築地本願寺で行われ、城戸が葬儀委員長を務めた。戦後は年に1本の寡作ということもあり、また独身で友人や弟子たちと飲み歩いておごる、という親分気質だったせいか、特に遺産というほどのものはなかったという。生前に小津は松竹から金を借りており、会社は香典で借金を回収しようとしたが、葬儀委員を務めた井上和男により止められた。墓は北鎌倉の円覚寺につくられ、墓石には朝比奈宗源の筆による「無」の一文字が記された。

## 作風
小津は他の監督と明確に異なる独自の作風を持つことで知られ、それは「小津調」と呼ばれた。映画批評家の佐藤忠男は「小津の映画を何本か見て、その演出の特徴を覚えた観客は、予備知識抜きでいきなり途中からフィルムを見せられても、それが小津安二郎の作品であるかをほぼ確実に当てることができるだろう」と述べている。小津調の特徴的なスタイルとして、ロー・ポジションで撮影したこと、極力カメラを固定したこと、人物や小道具を相似形に配置したこと、小道具や人物の配置に特別な注意を払ったこと、ディゾルブやフェードなどの文法的技法を排したことなどが挙げられる。そのほかにもアメリカ映画の影響を受けたことや、同じテーマ・同じスタッフとキャストを扱ったことなども、小津作品の特徴的な作風に挙げられる。

### アメリカ映画の影響

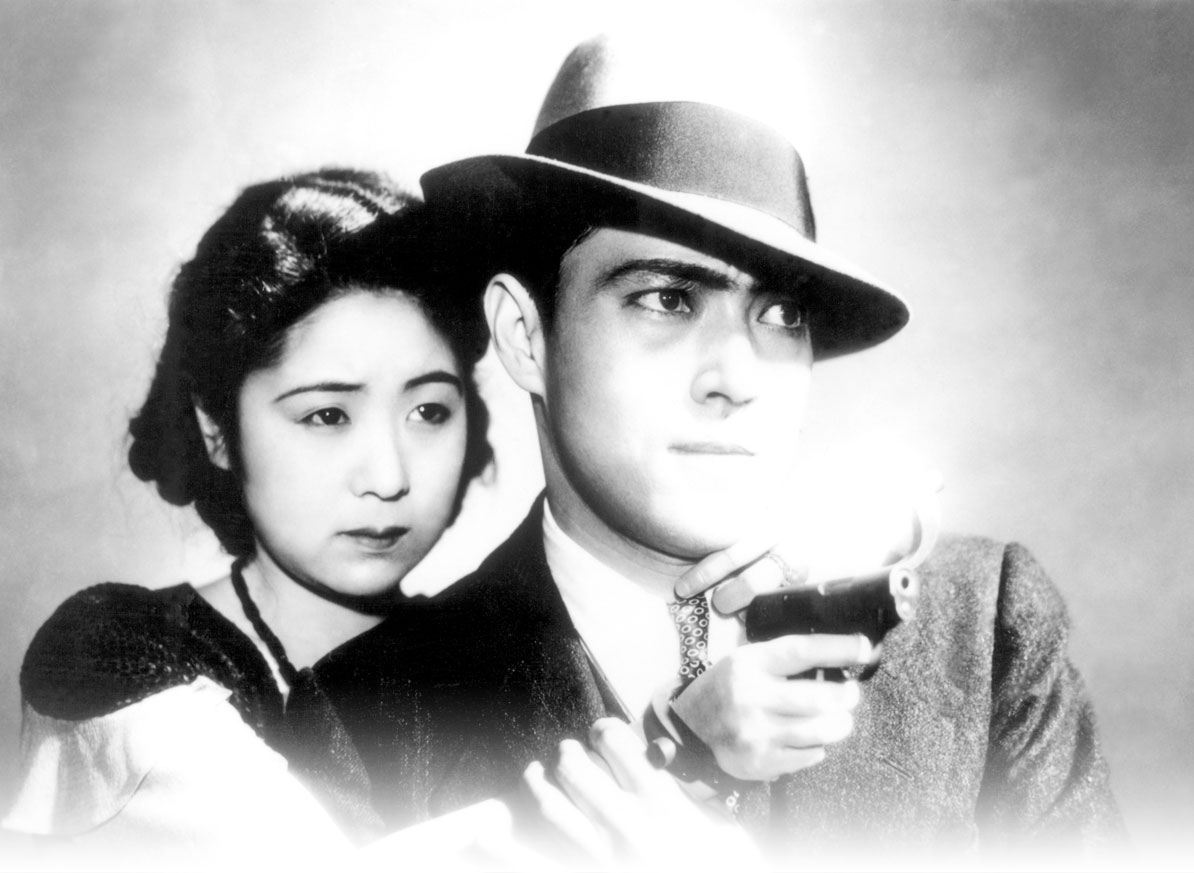
『非常線の女』（1933年）はアメリカのギャング映画を彷彿とさせる作品である。

戦後の小津は伝統的な日本の家庭生活を描くことが多かったが、若き日の小津は舶来品の服装や持物を愛好するモダンボーイで、1930年代半ばまでは自身が傾倒するアメリカ映画（とくに小津が好んだエルンスト・ルビッチ、キング・ヴィダー、ウィリアム・A・ウェルマンの作品）の影響を強く受けた、ハイカラ趣味のあるモダンでスマートな作品を撮っている。例えば、『非常線の女』（1933年）はギャング映画の影響が色濃く見られ、画面に写るものはダンスホールやボクシング、ビリヤード、洋式のアパートなどの西洋的なものばかりというバタ臭い作品だった。また、『大学は出たけれど』（1929年）と『落第はしたけれど』（1930年）はハロルド・ロイド主演の喜劇映画、『結婚学入門』『淑女は何を忘れたか』はルビッチの都会的なソフィスティケイテッド・コメディからそれぞれ影響を受けている。小津のアメリカ映画への傾倒ぶりは、初期作品に必ずと言っていいほどアメリカ映画の英語ポスターが登場することからもうかがえる。
戦前期の小津作品には、アメリカ映画を下敷きにしたものが多い。デビュー作である『懺悔の刃』のストーリーの大筋はジョージ・フィッツモーリス監督の『キック・イン』（1922年）を下敷きにしており、ほかにもフランス映画の『レ・ミゼラブル』（1925年）と、ジョン・フォード監督の『豪雨の一夜』（1923年）からも一部を借用している。また、『出来ごころ』はヴィダーの『チャンプ』（1931年）、『浮草物語』はフィッツモーリスの『煩悩』（1928年）、『戸田家の兄妹』はヘンリー・キング監督の『オーバー・ザ・ヒル』（1931年）をそれぞれ下敷きにしている。
佐藤忠男は、小津がアメリカ映画から学び取った最大のものはソフィスティケーション、言い換えれば現実に存在する汚いものや野暮ったいものを注意深く取り去り、きれいでスマートなものだけを画面に残すというやり方だったと指摘している。実際に小津は自分が気に入らないものや美しいと思われないものを、画面から徹底的に排除した。例えば、終戦直後の作品でも焼け跡の風景や軍服を着た人物は登場せず、若者はいつも身ぎれいな恰好をしている。小津自身も「私は画面を清潔な感じにしようと努める。なるほど汚いものを取り上げる必要のあることもあった。しかし、それと画面の清潔・不潔とは違うことである。現実を、その通りに取上げて、それで汚い物が汚らしく感じられることは好ましくない。映画では、それが美しく取上げられていなくてはならない」と述べている。

### テーマ
初期の小津作品には、昭和初期の不況を反映した社会的なテーマを持つ作品が存在する。『大学は出たけれど』では不況による学生の就職難を描き、タイトルは当時の世相を表す言葉として定着した。『落第はしたけれど』では大学を卒業して就職難になるよりも、落第した方が学生生活を楽しめて幸福だという風刺を利かしている。『会社員生活』（1929年）と『東京の合唱』では失業したサラリーマンを主人公にして、その暗くて不安定な生活と悲哀をユーモラスの中に描いている。こうした作品は不況下の小市民社会の生活感情をテーマにした「小市民映画」のひとつに位置付けられている。小津のもうひとつの小市民映画『生れてはみたけれど』では、子供の視点から不景気時代のサラリーマンの卑屈さを辛辣に描き、そのジャンルの頂点に達する傑作と目されている。『東京の宿』（1935年）や『大学よいとこ』『一人息子』（1936年）でも不景気による失業や就職難を扱い、内容はより暗くて深刻なものになった。
小津は生涯を通じ家族を題材にとり、親と子の関係や家族の解体などのテーマを描いた。映画批評家の小倉真美は、小津を「一貫して親子の関係を追究してきた作家」と呼び、ドナルド・リチーは「主要なテーマとしては家庭の崩壊しか扱わなかった」と述べている。家族の解体に関しては、娘の結婚による親子の別れや、母や父などの死がモチーフとなることが多い。また、小津作品に登場する家族は構成員が欠けている場合が多く、誰かが欠けている家族が娘の結婚や肉親の死でさらに欠けていくさまが描かれている。『晩春』以降はブルジョワ家庭を舞台に、父娘または母娘の関係や娘の結婚を繰り返し描き、遺作まで同じようなテーマとプロットを採用した。同じテーマだけでなく同じスタイルにも固執したため、批評家からはしばしば「進歩がない」「いつも同じ」と批判されたが、これに対して小津は自身を「豆腐屋」に例え、「豆腐屋にカレーだのとんかつ作れったって、うまいものが出来るはずがない」「僕は豆腐屋だ。せいぜいガンモドキしか作れぬ。トンカツやビフテキはその専門の人々に任せる」などと発言した。

### 製作方法

#### 脚本
小津は自ら脚本作りに参加し、ほとんどの作品には共作者がいた。サイレント映画時代は原作者や潤色者として脚本作りに参加し、その際に「ジェームス・槇」というペンネームを多用した。この名前は小津とその共作者の池田忠雄、伏見晁、北村小松との共同ペンネームとして考案されたが、誰も使わなかったため小津専用の名前になり、11本の作品でクレジットされている。他にも『突貫小僧』（1929年）で「野津忠二」、『生れてはみたけれど』で「燻屋鯨兵衛」というペンネームを使い、さらに『東京の女』（1933年）の「エルンスト・シュワルツ」、『東京の宿』の「ウィンザァト・モネ」のように、原作者として冗談めかした外国人名を名乗ったこともあった。当時の共同執筆について、池田忠雄は自分が下書きをし、小津がそれを手直しすることが多かったと述べている。伏見晁によると、小津はシーンの構成から会話の細部に至るまで全面的に手を入れたため、伏見が書いた脚本でも完成時には小津のものに換骨奪胎されたという。
『晩春』からの全作品は野田高梧とともに脚本を書き、野田は小津の女房役ともいえる存在となった。2人は旅館や別荘に籠もり、じっくりと時間をかけて脚本を書いた。小津と野田はうまが合い、酒の量や寝起きの時間も同じで、セリフの言葉尻を「わ」にするか「よ」にするかまで意見が一致したため、コンビを組んで仕事をするにはとても都合が良かったという。脚本作りではストーリーよりも登場人物を優先し、俳優の個性に基づいて配役を選び、それを念頭において登場人物の性格とセリフを作った。映画評論家の貴田庄が「小津の脚本書きは、頭の中で映画を撮りながら書くことと等しかった」と述べたように、小津は頭の中でコンティニュイティを考えながら脚本を書いたため、やむを得ない状況を除いて脚本が変更されることはなかった。

#### 撮影

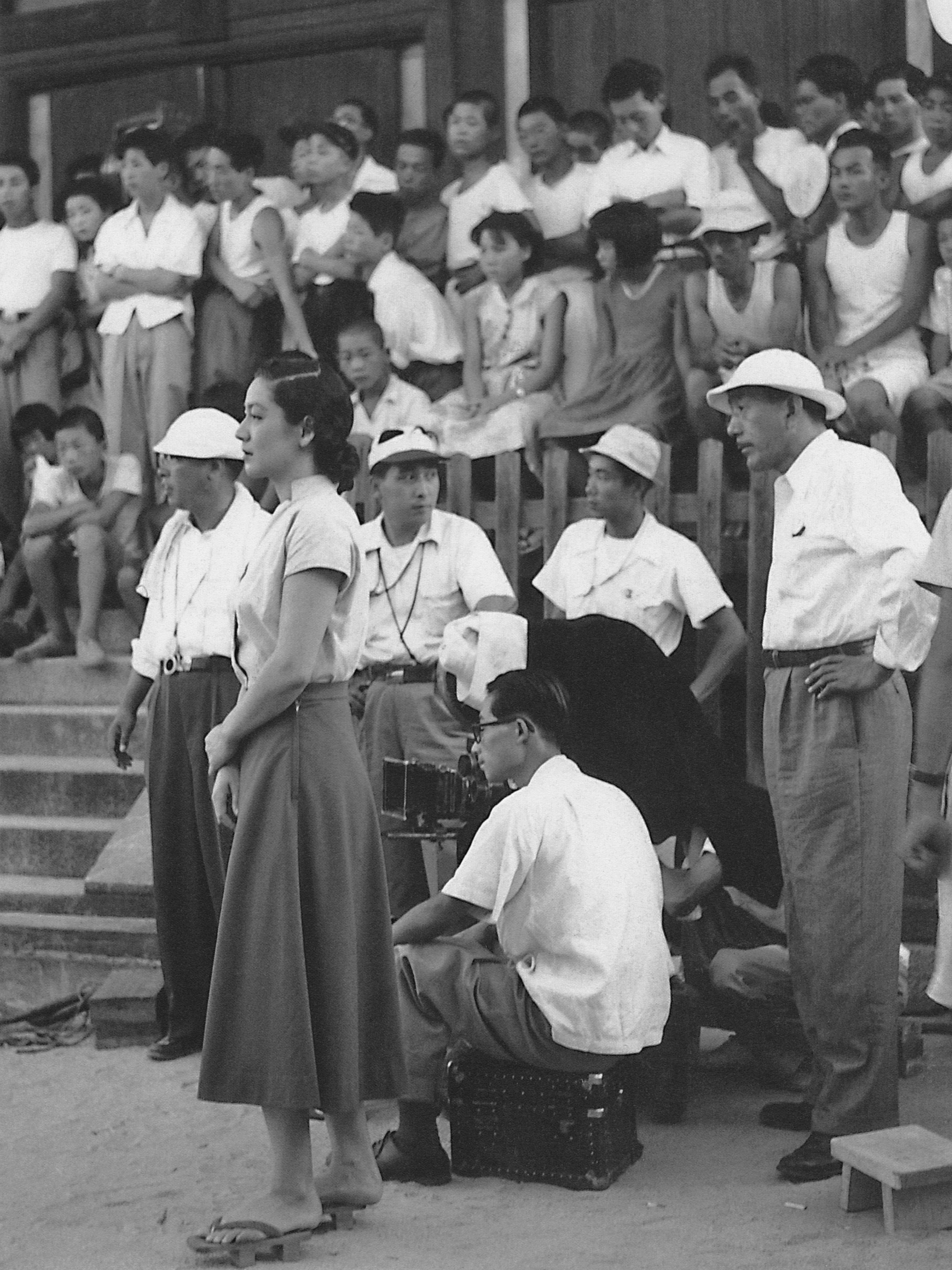
『東京物語』（1953年）を撮影中の小津（最右の白いピケ帽を被った人物）と原節子。

小津はロケーション・ハンティングを入念に行い、撮影する場所を厳密に定めた。屋外シーンのほとんどはロケーションだが、オープンセットを使うことは滅多になく、室内シーンをはじめ飲み屋街や宿屋のシーンなどもスタジオ内のステージセットで撮影した。撮影にあたっては、1ショットごとにイメージ通りの映像になるよう、自分でカメラのファインダーを覗きながら、画面上の人物や小道具の位置をミリ単位で決めた。スタッフに位置を指示する時は、「大船へ10センチ」「もう少し鎌倉寄り」というように、大船撮影所近くの地名や駅名を用いて方角を伝えた。
佐藤が小津のことを「構図至上主義者」と呼んだように、小津は何よりも1つ1つのショットの構図の美しさを重視し、小道具の位置だけでなく形や色に至るまで細心の注意を払った。助監督を務めた篠田正浩によると、畳のへりの黒い線が、画面の中を広く交錯しているように見えて目障りだとして、線を消すためだけに誰も使わない座布団を置いたという。それぞれのショットの構図を優先するため、同じシーンでもショットが変わるたびに俳優や小道具の位置を変えてしまうこともあった。これではショット間のつながりがなくなってしまうが、篠田がそれを小津に指摘すると「みんな、そんなことに気付くもんか」と言い、篠田も試写を見ると違和感がなかったという。
画面上の小道具や衣装は小津自身が選び、自宅にある私物を持ち込むこともあった。茶碗や花器などの美術品は、美術商から取り寄せた本物を使用し、カラー作品では有名画家の実物の絵画を使用した。例えば、『秋日和』では梅原龍三郎の薔薇の絵、山口蓬春の椿の絵、髙山辰雄の風景画、橋本明治の武神像図、東山魁夷の風景画を背景に飾っている。本物を使うことに関して小津は「床の間の軸や置きものが、筋の通った品物だと、いわゆる小道具のマガイ物を持ち出したのと第一私の気持が変って来る…人間の眼はごまかせてもキャメラの眼はごまかせない。ホンモノはよく写るものである」と述べている。また、赤を好む小津は、画面の中に赤色の小道具を入れることが多く、カラー作品では赤色のやかんがよく写っていることが指摘されている。

#### 演技指導
小津は俳優の動きや視線、テンポに至るまで、演技のすべてが自分のイメージした通りになることを求めた。小津は自ら身振り手振りをしたり、セリフの口調やイントネーション、間のとり方までを実際に演じてみせたりして、俳優に厳密に演技を指導したが、笠智衆は小津が「ヒッチコックのように自分の作品に出演したら、大変な名演技だったろう」と述べている。演技の指示は「そこで三歩歩いて止まる」「紅茶をスプーンで2回半かき回して顔を左の方へ動かす」「手に持ったお盆の位置を右に2センチ、上に5センチ高くして」という具合に細かく、俳優はその指示通りに動いたため、飯田蝶子は「役者は操り人形みたいなもの」だったと述べている。
構図を重要視した小津は、演技も構図にはまるようなものを求めた。『長屋紳士録』で易者を演じた笠智衆によると、机の上の手相図に筆で書き込むというシーンで、普通に筆を使うと頭が下がってしまうが、小津は頭が動くことで構図が崩れてしまうのを避けるため、頭の位置を動かさずに演じるよう指示し、笠が「そりゃちょっと不自然じゃないですか」と抗議したところ、小津は「君の演技より映画の構図のほうが大事なんだよ」と言い放ったという。
小津は自分がイメージした通りになるまで、俳優に何度も演技をやり直させ、1つのアクションでOKが出るまでに何十回もテストを重ねることもあった。淡島千景は『麦秋』で原節子と会話するシーンにおいて、原と同じタイミングでコップを置いてからセリフを発し、原の方を向くという演技が上手くいかず、小津に「目が早いよ」「手が遅いよ」「首が行き過ぎだよ」と言われてNGを出し続け、20数回までは数えたが、その後は数え切れなくてやめたほどだったという。岩下志麻は『秋刀魚の味』で巻尺を手で回すシーンにおいて、巻尺を右に何回か回してから瞬きをして、次に左に何回か回してため息をつくという細かい注文が出されたが、何度やってもOKが出ず、小津に「もう一回」「もう一回」と言われ続け、80回ぐらいまでNGを数えたという。
笠智衆は「小津組では自分じゃ何をやっているのかちっとも分からなかったですけど、小津先生の言われるままに（笑）。他力本願っていうのか、みんな監督のいう通りです。科白の上げ下げから、動きまで全部。僕だけじゃなく、全員そうですから。撮影の前に全員集められて、科白の稽古するんです。ホンに高低を書き込んで、音符みたいに覚えるわけです。その通り言わないとOKにならないから、もう必死で（笑）。総て監督中心でねえ、大道具、小道具からカメラの位置、衣装と、全部監督が決めちゃうんです。俳優も道具としか見てなかったんじゃないですねえ。説明は何もないです。この科白や動きが何のためにあるのか、こっちは分からない（笑）。言われた通りやるしかないです。小津組に慣れない俳優さんがね、『先生、ここはどういう気持ちでしょうか』って尋ねるとね、『気持ちなし』って（笑）。言われた通りやりゃいいんだってことですね。役作りなんてそんなものは無いです」などと述べている。
それは小津組以外との撮影では摩擦を生むこともあった。宝塚映像（東宝）で制作された『小早川家の秋』では、「小刻みに数秒のカットを重ね、表情も動作もできる限り削り取ろうとする小津の手法に森繁久彌、山茶花究が悲鳴を上げた。森繁は自分が絵具にされたように感じたという。「ねえ、絵描きさん、ところであなたなにを描いているんです」そう聞いて見たい気分にさせられた。一夜、二人は小津の宿を訪ね、思う様のことをいった。「松竹の下手な俳優では、五秒のカットをもたすのが精一杯でしょう。でも、ここは東宝なんです。二分でも三分でも立派にもたせて見せます」（高橋治・作家）」という。

#### 小津組

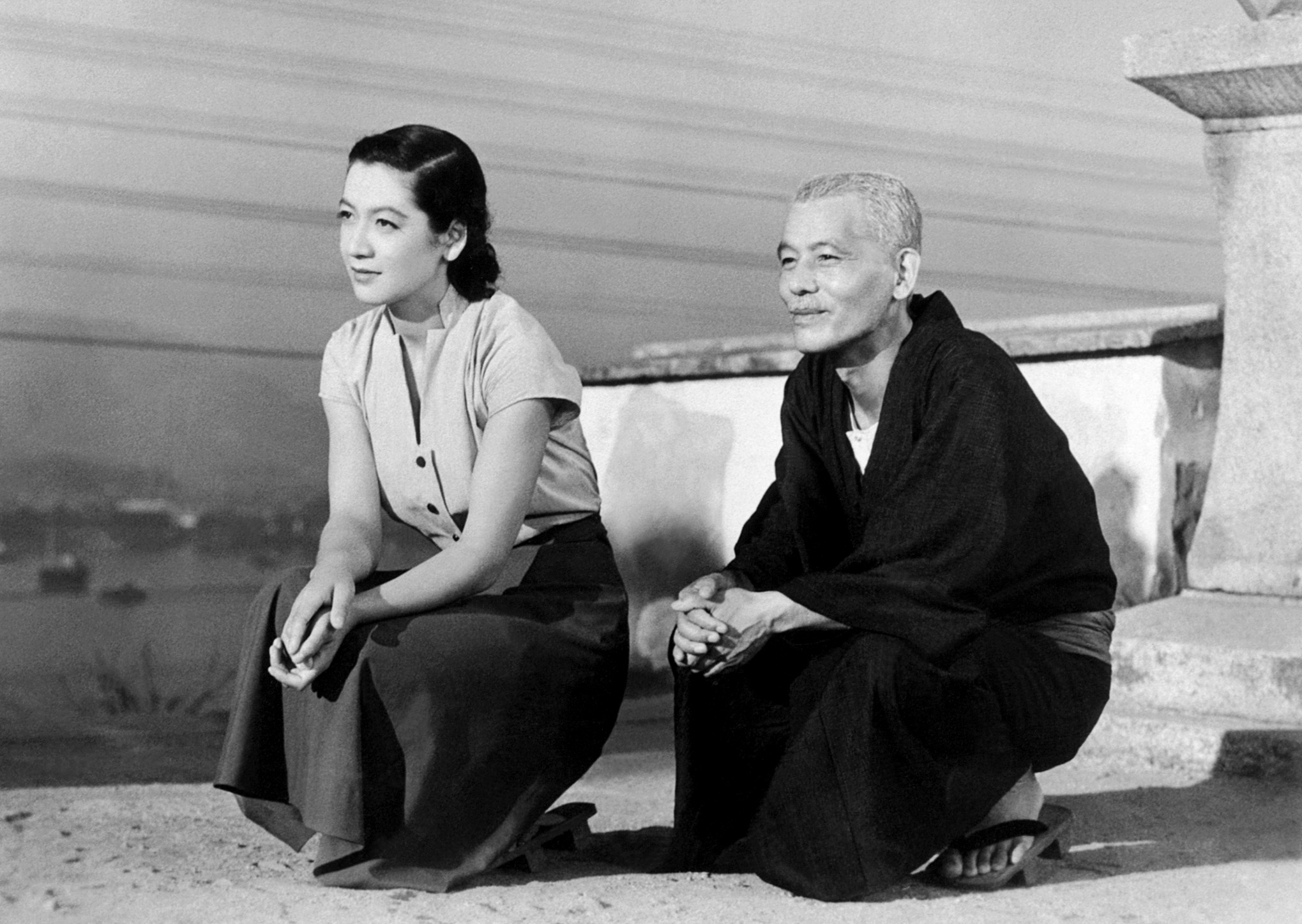
『東京物語』に主演した原節子と笠智衆は、小津作品の常連俳優として知られる。

小津は同じスタッフやキャストと仕事をすることが多く、彼らは「小津組」と呼ばれた。小津組の主な人物と参加本数は以下の通りである（スタッフは3本以上、キャストは5本以上の参加者のみ記述）。
- 脚本（原案や構成も含む）：野田高梧（26本）、池田忠雄（16本）、伏見晁（8本）、北村小松（4本）
- 撮影：茂原英雄（32本）、厚田雄春（14本）
- 音楽：伊藤宣二（7本）、斎藤高順（7本）
- 美術：浜田辰雄（19本）、下河原友雄（3本）
- その他スタッフ：妹尾芳三郎（録音・調音、15本）、浜村義康（編集、13本）、山内静夫（製作、6本）、山本武（製作、4本）
- 俳優（クレジット有）：笠智衆（25本[注 9]）、坂本武（24本）、斎藤達雄（23本）、飯田蝶子（18本）、吉川満子（14本）、突貫小僧（12本）、田中絹代（10本）、大山健二、三宅邦子、杉村春子（9本）、高橋とよ（8本）、三井弘次、菅原通済（7本）、原節子、桜むつ子、中村伸郎、須賀不二夫（6本）、伊達里子、岡田時彦、坪内美子、佐分利信、長岡輝子（5本）

### 映像スタイル

#### ロー・ポジション

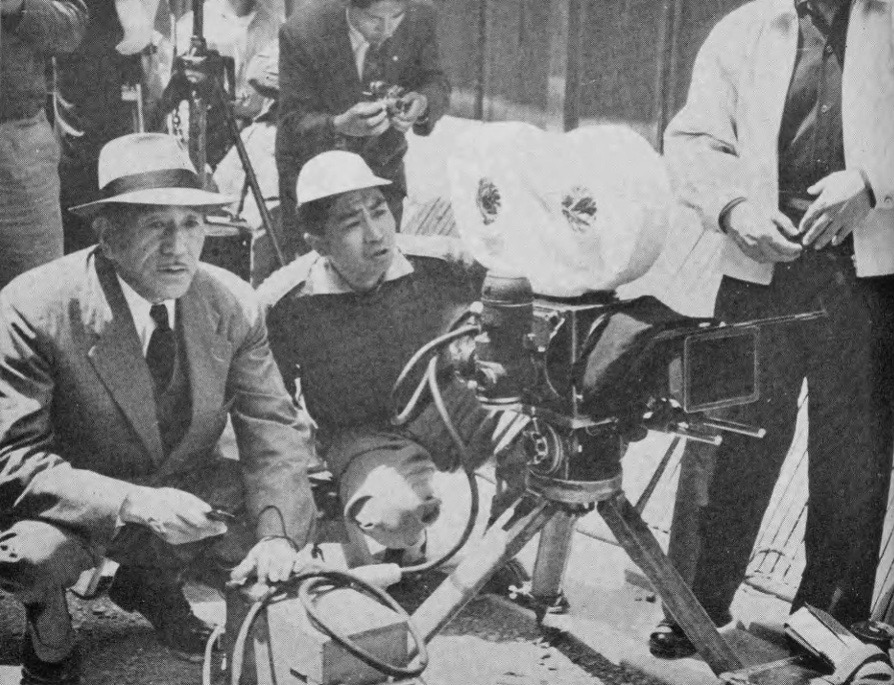
『彼岸花』（1958年）の撮影現場。「ロー・ポジション」のカメラ。

小津のよく知られた映像手法として、カメラを低い位置に据えて撮影する「ロー・ポジション」が挙げられる。ロー・ポジションの意味については、「畳に座ったときの目の高さ」「子供から見た視線」「客席から舞台を見上げる視点」など諸説ある。小津自身は日本間の構図に安定感を求めた結果、ロー・ポジションを採用したと述べている。厚田雄春は、標準のカメラ位置で日本間を撮影すると、畳のへりが目について映像が締まりにくくなるため、それが目立たないようロー・ポジションを用いたと述べている。小津が初めてカメラ位置を低くしたのは『肉体美』（1928年）で、その理由はセット撮影で床の上が電気コードだらけになり、いちいち片付けたり、映らないようにしたりする手間を省こうとしたためで、床が映らないようカメラ位置を低くするとその構図に手応えを感じ、それからはカメラの位置が段々低くなったという。ロー・ポジションで撮影するときは、「お釜の蓋」と名付けた特製の低い三脚を使用し、柱や障子などの縦の直線が歪むのを避けるために50ミリレンズを使用した。
小津が「ロー・アングルを使用した」と言われることもあるが、ロー・アングルはカメラの位置ではなくアングルについて定義する言葉であり、その言葉の曖昧な使用がそのまま普及したものである。映画批評家のデヴィッド・ボードウェルは、「小津のカメラが低く見えるのはそのアングルのためではなく、その位置のためである」と指摘している。ロー・アングルはカメラアングルを仰角にして、低い視点から見上げるようにして撮影することを意味するが、小津作品ではカメラアングルを数度だけ上に傾けることはあっても、ほとんど水平を保っている。また、カメラ位置は特定の高さに固定したわけではなく、撮影対象に合わせて高さを変え、その高さに関わらず水平のアングルに構えた。例えば、日本間ではちゃぶ台の少し上の高さにカメラを置いたが、テーブルや事務机のシーンではカメラをその高さに上げている。ボードウェルは「小津のカメラ位置は絶対的なものではなく相対的なものであり、常に撮影する対象よりも低いが、対象の高さとの関係で変化する」と指摘している。

#### 移動撮影

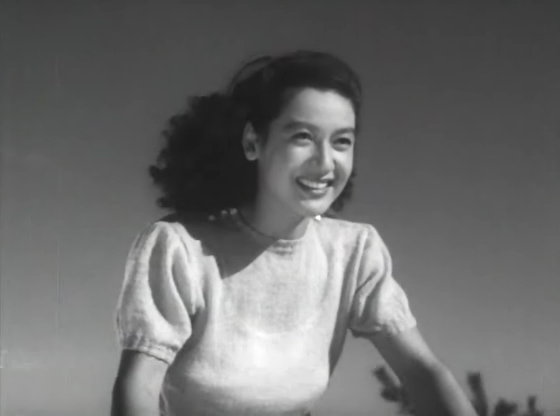
『晩春』で原節子たちがサイクリングをするシーンでは、移動撮影とパンが用いられている。

小津は移動撮影をほとんど使わず、できるだけカメラを固定して撮影した。晩年に小津は移動撮影を「一種のごまかしの術で、映画の公式的な技術ではない」と否定したが、初期作品では積極的に使用しており、『生れてはみたけれど』では43回も使われている。やがて表現上の必然性がある場合を除くと使うのをやめ、とくに表面的な効果を出したり、映画的話法として使用したりすることはほとんどなくなり、トーキー作品以後は1本あたりの使用回数が大きく減った。現存作品の中では『父ありき』と『東京暮色』とカラー時代の全作品において、全てのシーンが固定カメラで撮影されている。また、パンの使用もごく数本に限定されている。
後年の小津作品における移動撮影は、カメラを動かしてもショット内の構図が変化しないように撮られている。例えば、屋外で2人の人物が会話をしながら歩くシーンでは、移動しても背景が変化しない場所（長い塀や並木道など）を選んで、他の通行人を画面に登場させないようにし、人物が歩くのと同じスピードでカメラを移動させた。貴田はこうした移動撮影が「静止したショットのように見える」と述べている。『麦秋』で原節子と三宅邦子が並んで話しながら砂丘を歩くシーンでは、小津作品で唯一のクレーン撮影が行われているが、これも砂丘の高い方から低い方へ歩いて行くときに、構図が変化しないようにするために用いられている。

#### 180度ルール破り

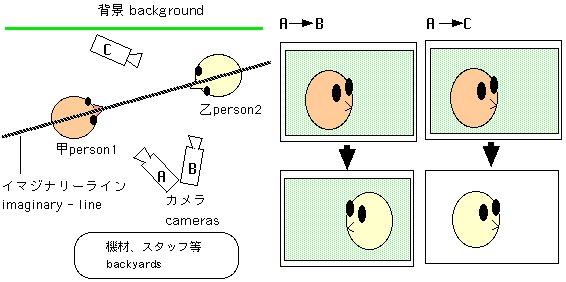
図1：会話シーンにおけるイマジナリー・ラインとカメラ位置。180度ルールでは「A→B」の位置で撮影するが、小津は「A→C」の位置で撮影した。

2人の人物が向かい合って会話するシーンを撮影するときには、「180度ルール」という文法的規則が存在する。180度ルールでは図1に示すように、人物甲と乙の目を結ぶイマジナリー・ライン（想定線やアクション軸とも）を引き、それを跨がないようにして線の片側、すなわち180度の範囲内にだけカメラを置き（カメラ位置AとB）、カメラ位置Aで甲を右斜め前から撮り、次にカメラを切り返して、カメラ位置Bで乙を左斜め前から撮影する。そうすることで「A→B」のように甲は右、乙は左を向くことになるため、甲と乙の視線の方向が一致し、2人が向かい合って会話しているように見えた。
しかし、小津はこの文法的規則に従わず、イマジナリー・ラインを跨ぐようにしてカメラを置いた（カメラ位置AとC）。すなわち甲をカメラ位置Aで右斜め前から撮影したあと、線を越えたカメラ位置Cで乙を右斜め前から撮影した。そうすると「A→C」のように甲も乙も同じ右を向くことになるため、視線の方向が一致しなかった。この文法破りは日本間での撮影による制約から生まれたもので、日本間では人物の座る位置とカメラの動く範囲が限られてしまうが、その上で180度ルールに従えば、自分の狙う感情や雰囲気を自由に表現できなくなってしまうからだった。小津はこれを「明らかに違法」と認識しているが、ロングショットで人物の位置関係を示してさえおけば、あとはどんな角度から撮っても問題はないと主張し、「そういう文法論はこじつけ臭い気がするし、それにとらわれていては窮屈すぎる。もっと、のびのびと映画は演出すべきもの」だと述べている。小津によると、『一人息子』の試写後にこの違法について他の監督たちに意見を聞いたところ、稲垣浩は「おかしいが初めの内だけであとは気にならない」と述べたという。また、小津はカメラを人物の真正面の位置に据え、会話する2人の人物を真正面の構図から撮影することも多かった。

#### 相似形の構図

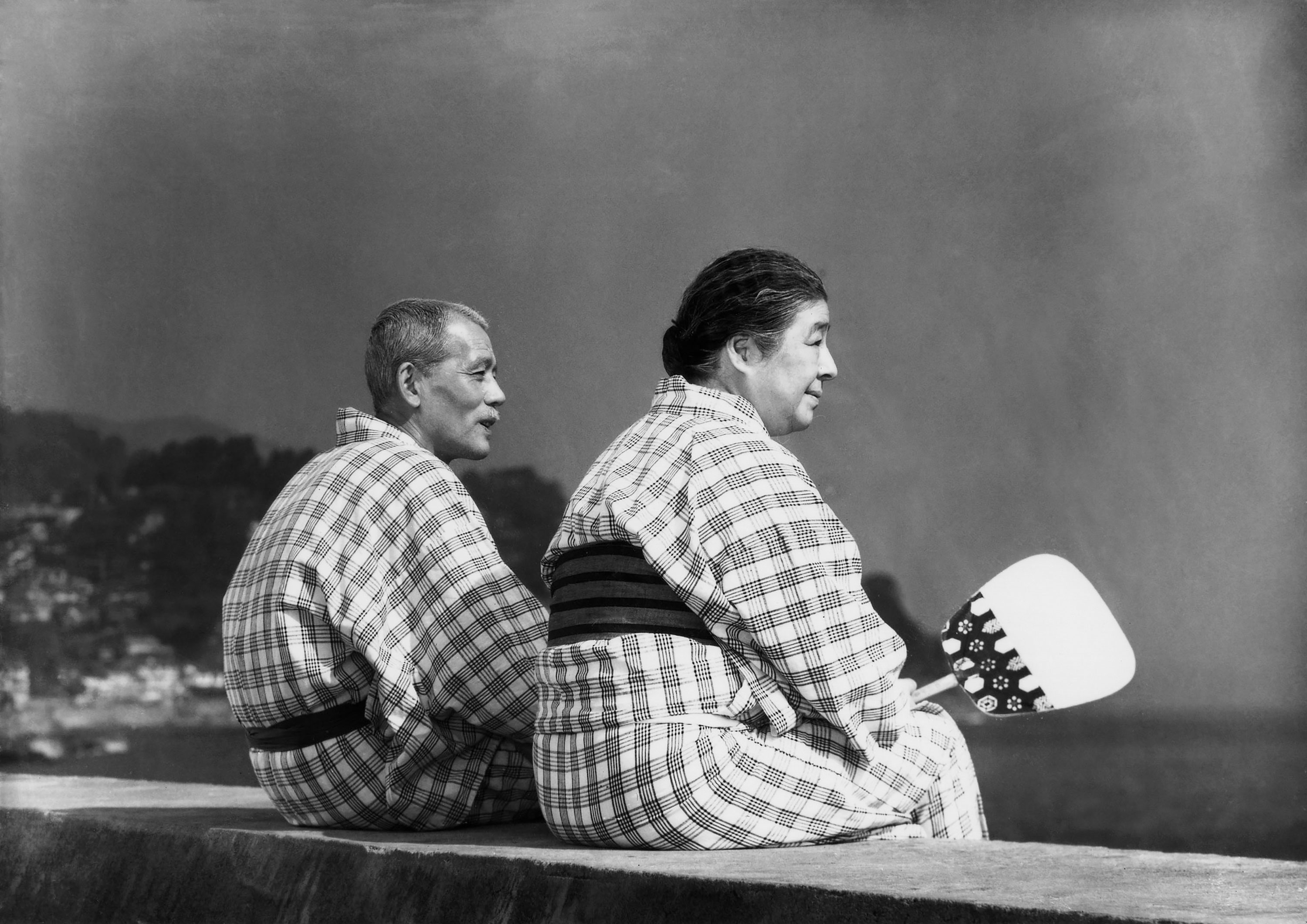
『東京物語』では、笠智衆と東山千栄子演じる老夫婦が、同じ方向を向いて、同じ姿勢で並んで座る相似形の構図が登場する。

小津作品のショットには、人物や物が相似形に並んでいる構図が多用されている。相似形の構図とは、大きさは異なっていても、形の同じものが繰り返されている構図のことをいい、貴田によると、その画面は「きわめて整然とした、幾何学的な印象を与える」という。相似形の構図の例は『浮草』のファースト・ショットで、画面奥にある白い灯台と、画面手前にあるビンが相似形に並べられている。佐藤は同じ画面内に2人の人物がいるシーンにおいて、人物同士が同じ方向を向いて並行して座っていることが多いことを指摘している。小津の相似形への好みは、登場人物の行為にまで及び、しばしば同じ動作を反復するシーンが見られる。『父ありき』で父子が渓流で釣りをするシーンでは、父と息子が同じ姿勢で相似形に並んでいるが、2人は同じタイミングで釣竿を上げ、投げ入れるという動作をしている。
映画評論家の千葉伸夫は、小津が相似形の人物配置を好んだ理由について、「二人の人物の間には一見、対立がないように見えるが、実は微妙なズレがあり、そんな二人の内面を引き出すため」であると指摘している。一方、佐藤によると、相似形の人物配置は「対立や葛藤を排して、二人以上の人物が一体感で結ばれている調和の世界への願望の表明」であるという。また、相似形の構図は、登場人物が別の動作をすることなどにより崩れるときがあるが、貴田は人物の演技において相似形が崩れると、「おかしさが強調され、ギャグなどに変わる」と指摘している。

#### ショット繋ぎ

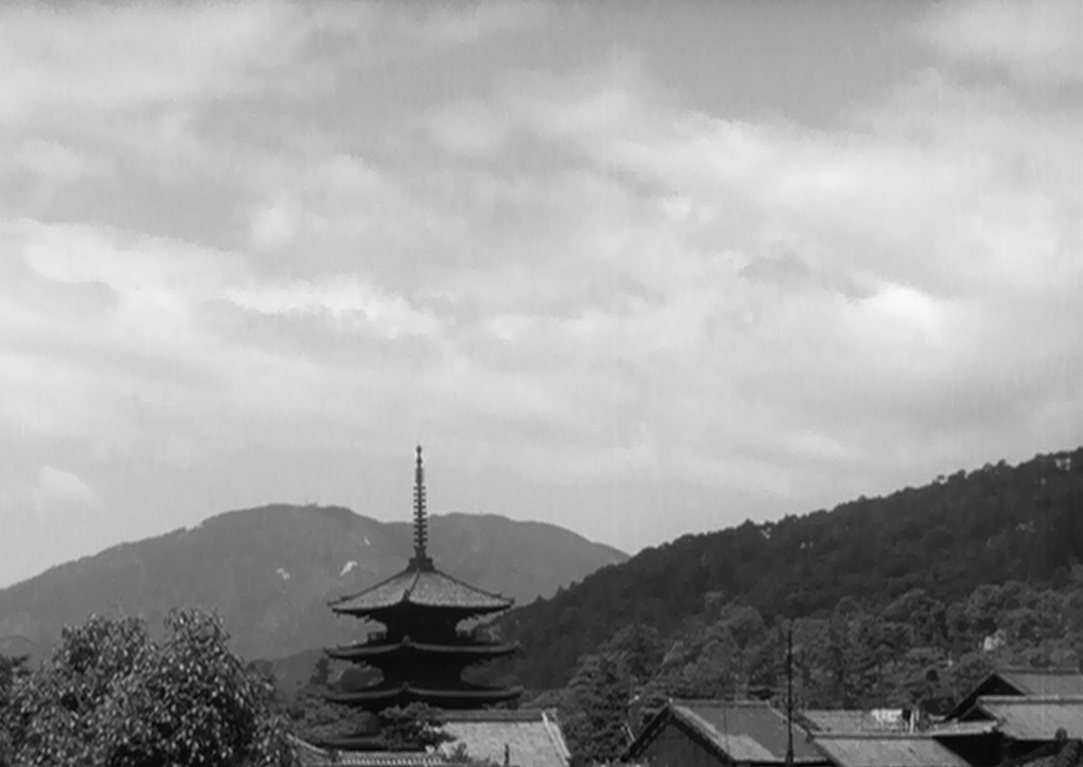
『晩春』におけるカーテン・ショット。

小津はショットを繋ぐ技法である「ディゾルブ（オーバーラップとも）」と「フェード」をほとんど使わなかった。ディゾルブはある画面が消えかかると同時に次の画面が重なって出てくる技法で、フェードは画面がだんだん暗くなったり（フェード・アウト）、反対に明るくなったり（フェード・イン）する技法である。どちらも場面転換をしたり、時間経過を表現したりするための古典的な映画技法として用いられた。しかし、小津はこうした技法を「ひとつのゴカマシ」とみなし、「カメラの属性に過ぎない」として否定した。
ディゾルブはごく初期に例外的にしか使っておらず、小津自身は『会社員生活』で使用してみて「便利ではあるがつまらんものだ」と思い、それ以降はごく僅かな使用を除くと、まったくといっていいほど使用しなかった。佐藤によると、小津は画面の秩序感を整えることに固執していたが、ディゾルブを使えばそれを処理している僅かな時間により、厳密な構図の秩序感が失われてしまうため、それを避ける目的でディゾルブを使用しなかったという。一方、フェードはディゾルブほど厳密に排除せず、比較的後年まで用いられた。小津は『生れてはみたけれど』から意識的に使わなくなったと述べているが、その後もファースト・ショットとラスト・ショットを前後のタイトル部分と区切るためだけに使用した。しかし、カラー作品以後はそれさえも使わなくなり、すべて普通のカットだけで繋いだ。
小津はディゾルブやフェードの代わりに、場面転換や時間経過を表現する方法として「カーテン・ショット」と呼ばれるものを挿入した。カーテン・ショットは風景や静物などの無人のショットから成り、作品のオープニングやエンディング、またはあるシーンから次のシーンに移行するときに挿入されている。カーテン・ショットの命名者は南部圭之助で、舞台のドロップ・カーテンに似ていることからそう呼んだ。他にも「空ショット（エンプティ・ショット）」と呼ばれたり、枕詞の機能を持つことから「ピロー・ショット」と呼ばれたりもしている。

### 同じ役名・役柄
小津作品は前述のように同じテーマやスタイルを採用したが、同じ役名も繰り返し登場している。例えば、坂本武は『出来ごころ』『浮草物語』『箱入娘』『東京の宿』『長屋紳士録』で「喜八」を演じており、『長屋紳士録』以外の4本は喜八を主人公にした人情ものであることから「喜八もの」と呼ばれている。この喜八ものでは、飯田蝶子が『出来ごころ』以外の3本で「おつね」役を演じた。笠智衆は『晩春』『東京物語』『東京暮色』『彼岸花』『秋日和』の5本で「周吉」役、『父ありき』『秋刀魚の味』の2本で「周平」役を演じた。原節子も『晩春』『麦秋』『東京物語』で「紀子」役を演じており、この3本は「紀子三部作」とも呼ばれている。他にも年配女性に「志げ」、長男に「康一」「幸一」、小さな子供に「実」「勇」、若い女性に「アヤ」という役名が頻出し、苗字では「平山」がよく登場した。また、同じ俳優が同じ役柄を演じることも多い。例えば、笠智衆は父親役、三宅邦子は妻役、桜むつ子は水商売の女性役を何度も演じた。『彼岸花』『秋日和』『秋刀魚の味』の3本では、中村伸郎と北竜二が主人公の友人役、高橋とよが料亭若松の女将役を演じた。

### 音楽
小津作品の音楽は、普通の作品とは異なる特色を持ち、小津調の音楽と呼ばれている。その特色は音楽を登場人物の感情移入の道具として使用したり、劇的な効果を出したりするために使ったりするのを避けたことと、深刻なシーンに明るい音楽を流したことである。小津は「場面が悲劇だからと悲しいメロディ、喜劇だからとて滑稽な曲、という選曲はイヤだ。音楽で二重にどぎつくなる」と述べている。こうした特色は作曲家の斎藤高順とコンビを組んだ『早春』以降の作品に見られる。『早春』の主人公が病床の友人を見舞うシーンでは、内容が深刻で暗いことから、小津が好きな「サ・セ・パリ」「バレンシア」のような明るい曲を流そうと提案し、斎藤が明るい旋律の曲「サセレシア」を作曲した。小津はこの曲を気に入り、『東京暮色』『彼岸花』でも使用した。小津はその後いつも同じような曲を注文し、斎藤は「サセレシア」を少しアレンジした曲や、ポルカ調の曲を作曲した。その他の音楽の特徴として、一定不変のテンポとリズム、旋律の繰り返し、弦楽器を中心としたさわやかなメロディが指摘されている。

## 人物

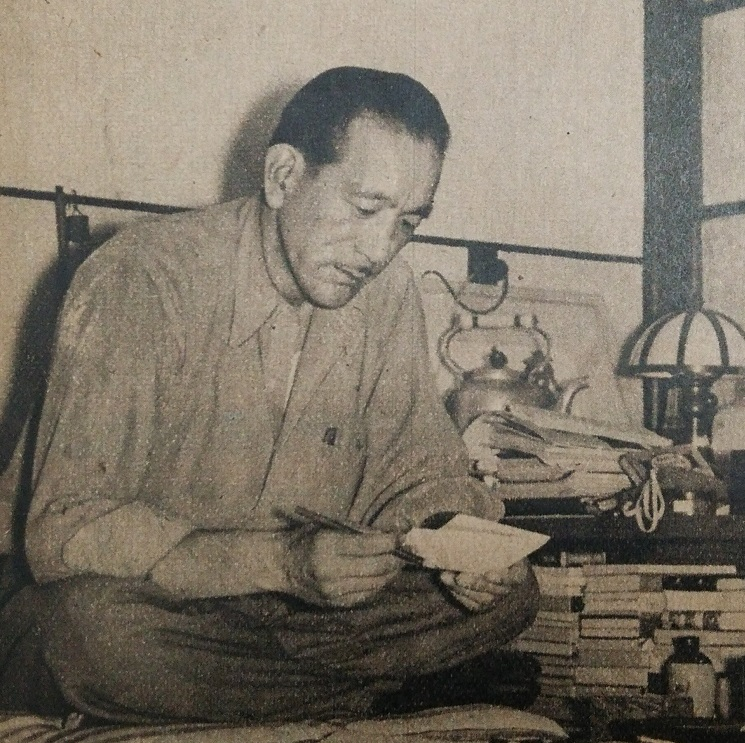
1948年頃の小津安二郎。

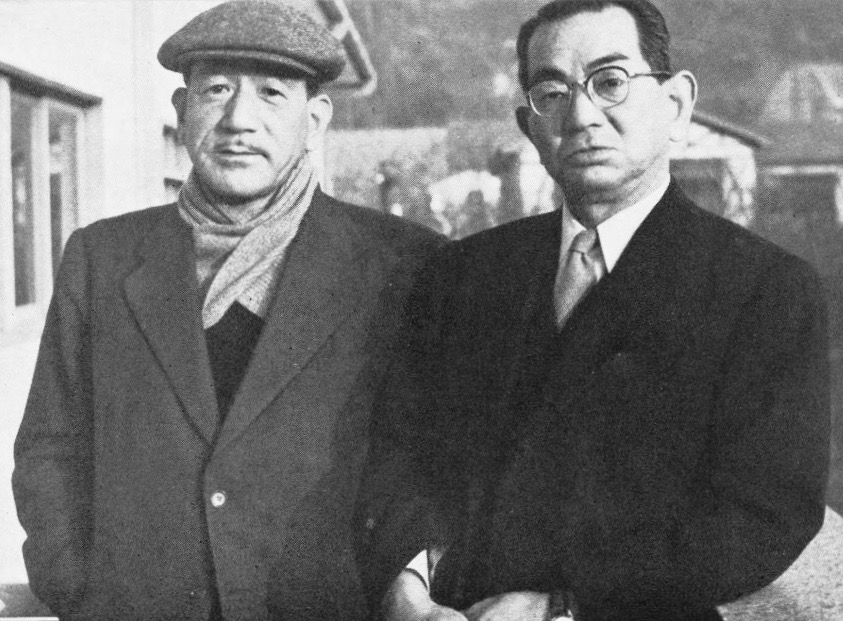
小津と野田高梧

### 人柄
小津はユーモラスな人物で、冗談や皮肉を交えてしゃべることが多く、厚田雄春はそんな小津を「道化の精神」と呼んだ。人見知りをする性格で、とくに女性に対してはシャイであり、そのために生涯独身を貫いたとも言われている。そんな小津は母を愛していたが、恥ずかしがり屋だったため、人前ではわざと母をそんざいに扱っているような態度をとり、「ばばぁは僕が飼育してるんですよ」などと冗談を言ったという。

### 趣味・嗜好

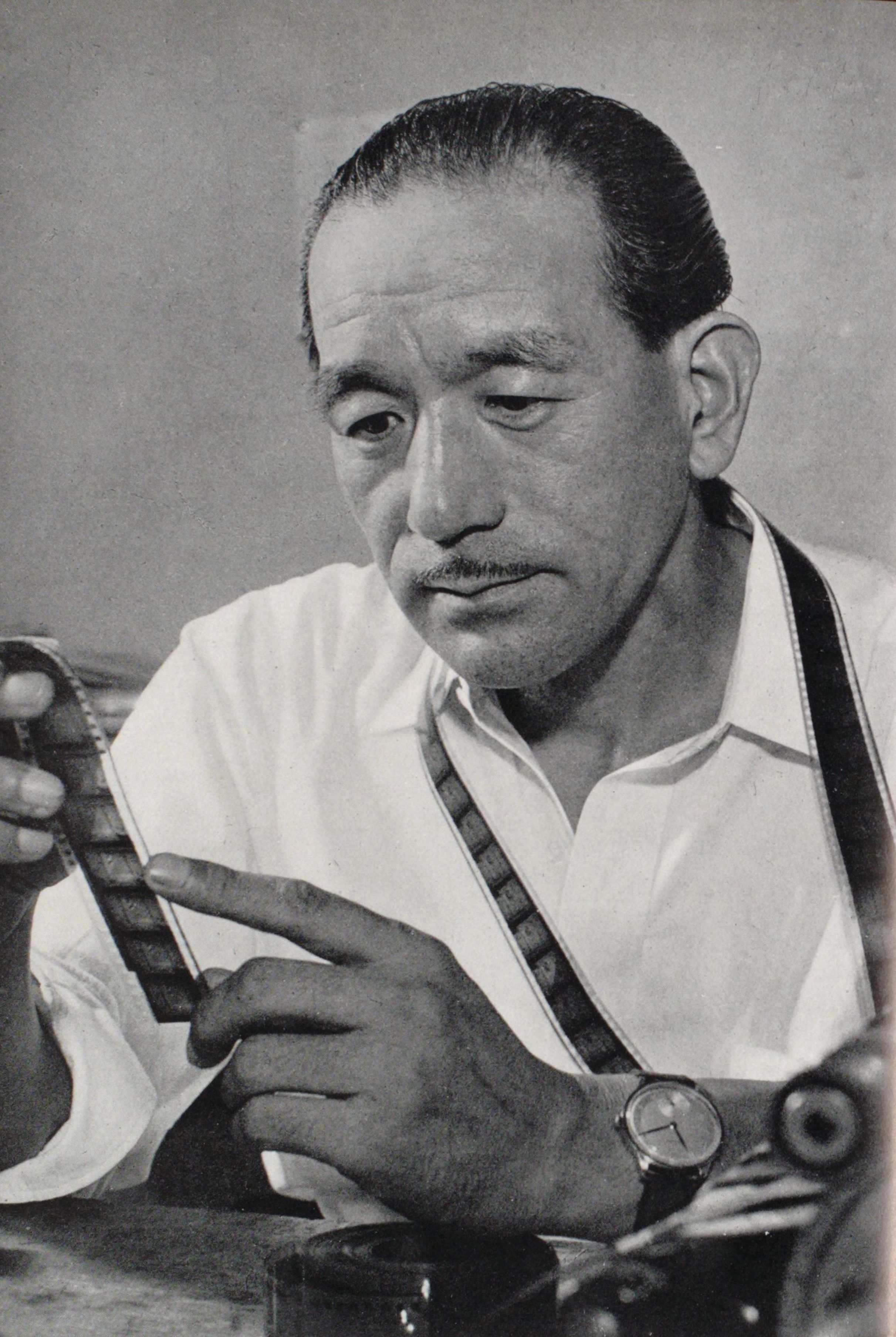
フィルムを見る小津（田村茂撮影）

小津は大の酒好きとして知られた。野田と脚本を書くため長野県蓼科高原の別荘に滞在したときは、毎日のように朝から何合もの酒を飲みながら仕事をした。野田によると、1つの脚本を書き終わるまでに100本近くの一升瓶を空けたこともあり、小津はその空き瓶に1、2、3…と番号を書き込んでいたという。撮影現場でも、夕方になると「これからはミルク（酒）の時間だよ」と言って仕事を切り上げ、当時は当たり前だった残業をほとんどすることなく、酒盛りを始めたという。
小津は映画のシナリオ執筆の参考を兼ね、食文化に精通していた。特に鰻が好きで大晦日は映画関係者を連れて南千住の鰻屋の名店「尾花」で年越し鰻を食べていた。一般的に大晦日は細く長く生きることを祈願して年越し蕎麦を食べることが多いが、小津は太く長い方がいいという独自の考えから鰻を選んでいた。豚カツも大好物であり、『一人息子』『お茶漬の味』『秋日和』などの映画にも、豚カツにまつわる場面や台詞が登場している。特に遺作『秋刀魚の味』では、小津が常連であった蓬莱屋を模したセットで、登場人物が実際に蓬莱屋のカツを食べる場面を撮影するほどであった。鮭の酒粕汁も好物で、自身の日記の中に頻繁に登場している。
趣味としてはスポーツを好み、中学時代は柔道部に所属し、若い頃はボクシングやスキーに打ち込んだが、生涯を通して最も熱を入れていたのは野球と相撲だった。野球は阪神タイガースのファンで、観戦するのも自分でやるのも好きだった。小津の野球好きは、小津組のスタッフに野球の強い人を好んで入れるほどで、自身も松竹大船の野球チームに所属した。相撲は鳳と吉葉山のファンで、撮影が大相撲の場所と重なると、ラジオ中継が始まる時間に合わせて切り上げたという。
写真を撮るのも好きで、その趣味は生涯続いた。小津のカメラ歴は中学時代に始まり、その頃に流行したコダック社の小型カメラのベス単で撮影を楽しんだ。1930年代初頭には高級品だったライカを手に入れ、自ら現像を行ったり、写真引き伸ばし機を購入したりするなど、ますます写真撮影に凝った。1934年には写真誌『月刊ライカ』に2度も写真が掲載された。日中戦争に応召されたときは、報道要員ではないにもかかわらず、著名な監督だということで特別にライカの携行を認められ、戦地で4000枚近くの写真を撮影した。そのうち8枚は1941年に雑誌『寫眞文化』で「小津安二郎・戦線寫眞集」として特集掲載されたが、それ以外は1952年の松竹大船撮影所の火事で焼失した。
子供の頃から絵を描くことも好きで、とてもうまかったという。小学校高学年の頃には当時の担任曰く「大人が舌を巻くほどの才能」があり、中学時代にはアートディレクターを志したこともあった。小津の絵の趣味は亡くなるまで続いたが、映画監督としてのキャリアの傍らでグラフィックデザイナーとしての一面を見せている。例えば、日本映画監督協会のロゴマークをデザインしたり、交友のある映画批評家の筈見恒夫と岸松雄の著作や『山中貞雄シナリオ集』（1940年）などの装丁を手がけたりした。また、達筆だった小津は『溝口健二作品シナリオ集』（1937年）の題字や、京都の大雄寺にある山中貞雄碑の揮毫を手がけている。戦後の監督作品では、映画の中の小道具や看板のデザインを自ら手がけている。自作の題字やクレジット文字も自分で書き、カラー映画になると白抜き文字に赤や黒の文字を無作為に散りばめるなど、独自のデザイン感覚を発揮している。

### 里見弴との関係
小津は中学時代から里見弴の小説を愛読していて、『戸田家の兄妹』では里見の小説から細部を拝借している。小津と里見は『戸田家の兄妹』の試写会後の座談会で初対面し、小津は里見の演出技術に関する的確な批評に敬服した。『晩春』でも試写を見た里見からラストシーンについてアドバイスをもらい、この作品以降は里見に脚本を送って意見を求めるようになった。1952年に小津が北鎌倉に移住すると、近所に住んでいた里見との親交が深まり、お互いの家を訪ねたり、野田と3人でグルメ旅行をしたりするほどの仲となった。里見は小津を「私の生涯における数少ない心友のうちのひとり」と呼んでいる。晩年は里見とともに仕事をすることも多くなった。『彼岸花』『秋日和』では里見とストーリーを練り、里見が原作を書きながら、それと並行して小津と野田が脚本を書くという共同作業をとった。1963年にはNHKのテレビドラマ『青春放課後』の脚本を里見と共同執筆した。また、里見の四男である山内静夫は、『早春』以降の松竹の小津作品でプロデューサーを務め、小津は山内とも私生活での付き合いを深めた。

## 評価・影響

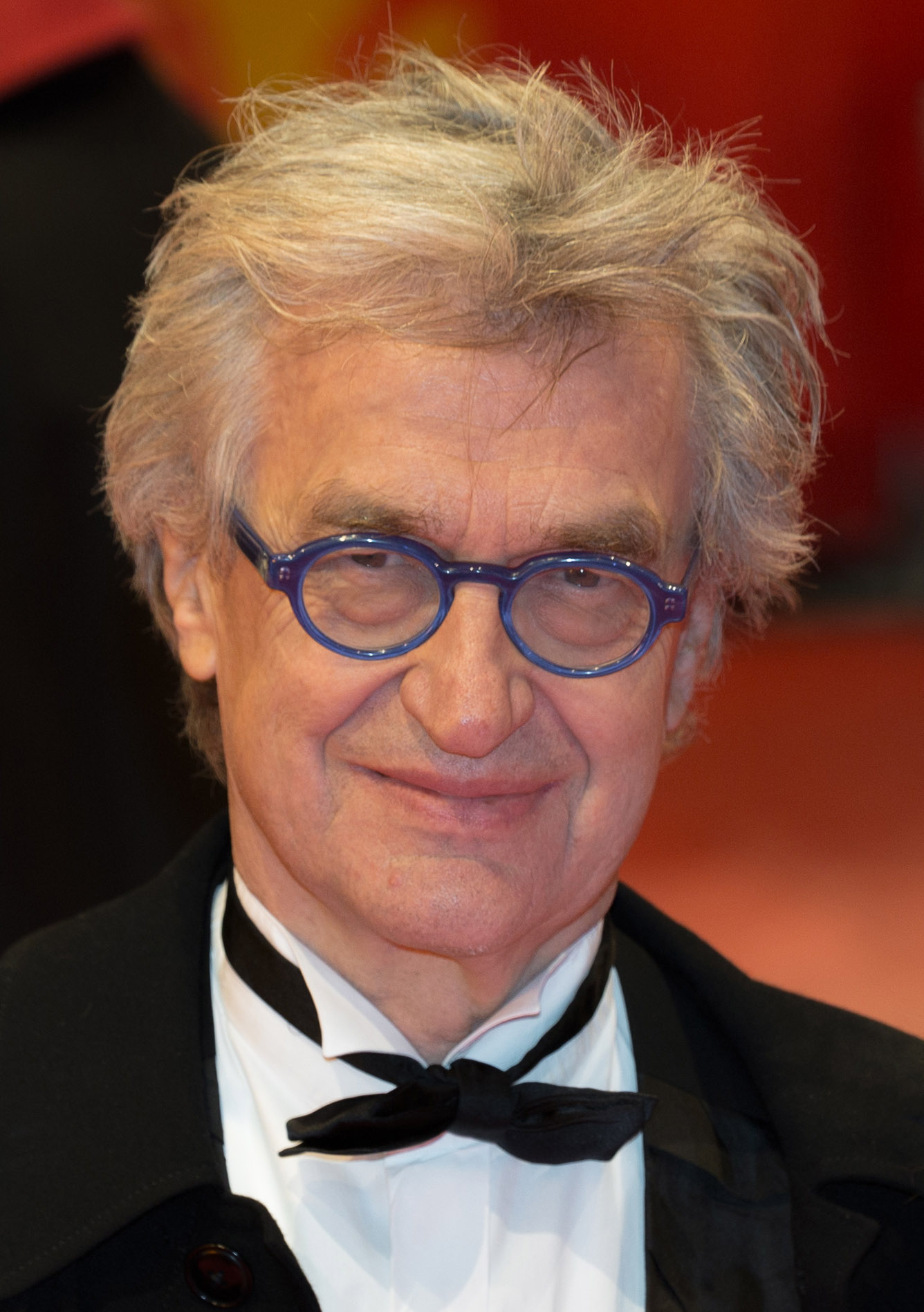
ヴィム・ヴェンダースは、小津の影響を受けた監督として知られる。

小津は1930年代から日本映画を代表する監督のひとりとして認められ、多くの作品が高評価を受けた。キネマ旬報ベスト・テンでは20本の作品が10位以内に選出され、そのうち6本が1位になった。戦後になると、小津と同年代の批評家は、小津調による様式美と保守的なモラルのために高い評価を下したが、若い批評家や監督からは「テンポが遅くて退屈」「現実社会から目を背けている」「ブルジョワ趣味に迎合している」「映画の特質である動的な魅力に乏しい」などと批判されることもあった。岩崎昶は1950年代後半の小津を巡る批評の状況について、「40代、50代が小津を神様として祭壇に祭り上げ、どんな失敗作も礼賛するのに対し、若い批評家たちは小津を酷評する競争をしているように見える」として、その世代的な落差を指摘している。
松竹ヌーヴェルヴァーグの旗手であった吉田喜重もその「若い世代」の一人で、ある雑誌で『小早川家の秋』を「若い人間像がたいへんいやらしく、うそですね」「年寄が厚化粧して踊ってるといういやらしい部分がある」「芸術というよりも芸」などと評した。すると小津は1963年の松竹監督新年会の席上で、末席にいた吉田に無言で酒を注ぐことでこれに反論し、しまいに「しょせん映画監督は橋の下で菰をかぶり、客を引く女郎だよ」「君なんかに俺の映画が分かってたまるか」と声を荒げた。これは小津が若い世代に感情を露にした珍しい出来事だった。
1950年代前半から海外で日本映画が注目され、とくに黒澤明や溝口健二の作品が海外の映画祭で高評価を受けるようになったが、小津作品は日本的で外国人には理解されないだろうと思われていたため、なかなか海外で紹介されることがなかった。小津作品が最初に海外で評価されたのは、1958年にイギリスのロンドン映画祭で『東京物語』が上映されたときで、映画批評家のリンゼイ・アンダーソンらの称賛を受け、最も独創的で創造性に富んだ作品に贈られるサザーランド杯を受賞した。その後アメリカやヨーロッパでも作品が上映されるようになり、海外での小津作品の評価も高まった。なかでも『東京物語』は、2012年に英国映画協会の映画雑誌サイト・アンド・サウンドが発表した「史上最高の映画トップ100」で、監督投票部門の1位に選ばれた。
国内外の多くの映画監督が小津に敬意を表し、その影響を受けている。ヴィム・ヴェンダースは小津を「私の師匠」と呼び、『ベルリン・天使の詩』（1987年）のエンディングに「全てのかつての天使、特に安二郎、フランソワ、アンドレイに捧ぐ」という一文を挿入した。さらにヴェンダースは日本で撮影したドキュメンタリー『東京画』（1985年）で小津作品をオマージュした。小津の生誕100周年にあたる2003年には、ホウ・シャオシェンが『珈琲時光』、アッバス・キアロスタミが『5 five 小津安二郎に捧げる』をそれぞれ小津に捧げる形で発表した。周防正行は監督デビュー作であるピンク映画『変態家族 兄貴の嫁さん』（1984年）で小津作品を模倣した。ジム・ジャームッシュは『ストレンジャー・ザン・パラダイス』（1984年）で小津作品の題名から取った名前の競走馬を登場させている。ほかにもアキ・カウリスマキ、クレール・ドゥニ、エリア・スレイマン、黒沢清、青山真治などが小津の影響を受けている。

## 作品

### 監督作品
小津の監督作品は54本存在するが、そのうち17本のサイレント映画のフィルムが現存していない。以下の作品一覧は『小津安二郎全集』上下巻と『小津安二郎 大全』の「小津安二郎 全作品ディテール小事典」を出典とする。
凡例
×印はフィルムが現存しない作品（失われた映画）
△印はフィルムの一部だけが現存する作品
□印はサウンド版作品
◎印はカラー作品
サイレント映画
- 懺悔の刃（1927年）×
- 若人の夢（1928年）×
- 女房紛失（1928年）×
- カボチヤ（1928年）×
- 引越し夫婦（1928年）×
- 肉体美（1928年）×
- 宝の山（1929年）×
- 学生ロマンス 若き日（1929年）
- 和製喧嘩友達（1929年）△
- 大学は出たけれど（1929年）△
- 会社員生活（1929年）×
- 突貫小僧（1929年）△
- 結婚学入門（1930年）×
- 朗かに歩め（1930年）
- 落第はしたけれど（1930年）
- その夜の妻（1930年）
- エロ神の怨霊（1930年）×
- 足に触つた幸運（1930年）×
- お嬢さん（1930年）×
- 淑女と髯（1931年）
- 美人哀愁（1931年）×
- 東京の合唱（1931年）
- 春は御婦人から（1932年）×
- 大人の見る繪本 生れてはみたけれど（1932年）
- 青春の夢いまいづこ（1932年）
- また逢ふ日まで（1932年）×□
- 東京の女（1933年）
- 非常線の女（1933年）
- 出来ごころ（1933年）
- 母を恋はずや（1934年）
- 浮草物語（1934年）□
- 箱入娘（1935年）×□
- 東京の宿（1935年）□
- 大学よいとこ（1936年）×□

トーキー映画
- 鏡獅子（1936年） - 記録映画
- 一人息子（1936年）
- 淑女は何を忘れたか（1937年）
- 戸田家の兄妹（1941年）
- 父ありき（1942年）
- 長屋紳士録（1947年）
- 風の中の牝雞（1948年）
- 晩春（1949年）
- 宗方姉妹（1950年）
- 麦秋（1951年）
- お茶漬の味（1952年）
- 東京物語（1953年）
- 早春（1956年）
- 東京暮色（1957年）
- 彼岸花（1958年）◎
- お早よう（1959年）◎
- 浮草（1959年）◎
- 秋日和（1960年）◎
- 小早川家の秋（1961年）◎
- 秋刀魚の味（1962年）◎

### その他の作品
映画
- 銀河（1931年、清水宏監督） - スキー場面の応援監督[5]
- 瓦版かちかち山（1934年、井上金太郎監督） - 原作（ジェームス・槇名義）[57]
- 限りなき前進（1937年、内田吐夢監督） - 原作[57]
- 美しい横顔（1942年、佐々木康監督） - 構成[236]
- 恋文（1953年、田中絹代監督） - 応援出演[5]
- 月は上りぬ（1955年、田中絹代監督） - 脚本（斎藤良輔と共同）[57]
- 血槍富士（1955年、内田吐夢監督） - 企画協力[33]
- 私のベレット（1964年、大島渚監督） - 脚本監修[102]
- 大根と人参（1965年、渋谷実監督） - 原案[57]
- 暖春（1965年、中村登監督） - 原作（『青春放課後』の脚色作品）[57]

テレビドラマ
- 青春放課後（1963年、NHK） - 脚本（里見弴と共同）[57]

ラジオドラマ
- 箱入娘（1935年、NHKラジオ第1放送） - 演出[33]

舞台
- 春は朗かに（1934年、帝国劇場） - 演出[5]
- 健児生まる（1942年、大阪劇場） - 演出[5]

## 受賞歴

### 映画賞
| 賞                     | 年     | 部門                 | 作品                                  | 結果 | 出典    |
| ---------------------- | ------ | -------------------- | ------------------------------------- | ---- | ------- |
| キネマ旬報ベスト・テン | 1932年 | 日本映画ベスト・テン | 『大人の見る繪本 生れてはみたけれど』 | 1位  | [ 237 ] |
| キネマ旬報ベスト・テン | 1933年 | 日本映画ベスト・テン | 『出来ごころ』                        | 1位  | [ 238 ] |
| キネマ旬報ベスト・テン | 1934年 | 日本映画ベスト・テン | 『浮草物語』                          | 1位  | [ 239 ] |
| キネマ旬報ベスト・テン | 1941年 | 日本映画ベスト・テン | 『戸田家の兄妹』                      | 1位  | [ 240 ] |
| キネマ旬報ベスト・テン | 1949年 | 日本映画ベスト・テン | 『晩春』                              | 1位  | [ 241 ] |
| キネマ旬報ベスト・テン | 1951年 | 日本映画ベスト・テン | 『麦秋』                              | 1位  | [ 242 ] |
| 毎日映画コンクール     | 1949年 | 日本映画大賞         | 『晩春』                              | 受賞 | [ 243 ] |
| 毎日映画コンクール     | 1949年 | 監督賞               | 『晩春』                              | 受賞 | [ 243 ] |
| 毎日映画コンクール     | 1949年 | 脚本賞               | 『晩春』                              | 受賞 | [ 243 ] |
| 毎日映画コンクール     | 1951年 | 日本映画大賞         | 『麦秋』                              | 受賞 | [ 5 ]   |
| 毎日映画コンクール     | 1963年 | 特別賞               | -                                     | 受賞 | [ 244 ] |
| ブルーリボン賞         | 1951年 | 作品賞               | 『麦秋』                              | 受賞 | [ 245 ] |
| ブルーリボン賞         | 1951年 | 監督賞               | 『麦秋』                              | 受賞 | [ 245 ] |
| ブルーリボン賞         | 1963年 | 日本映画文化賞       | -                                     | 受賞 | [ 246 ] |
| サザーランド杯         | 1958年 | -                    | 『東京物語』                          | 受賞 | [ 5 ]   |
| 「映画の日」特別功労章 | 1959年 | -                    | -                                     | 受賞 | [ 247 ] |
| 溝口賞                 | 1960年 | -                    | 『彼岸花』                            | 受賞 | [ 248 ] |
| アジア映画祭           | 1961年 | 監督賞               | 『秋日和』                            | 受賞 | [ 249 ] |
| NHK映画賞              | 1963年 | 特別賞               | -                                     | 受賞 | [ 5 ]   |

### その他の賞・栄典
- 1958年：紫綬褒章[5]
- 1959年：日本芸術院賞[5]
- 1961年：芸術選奨文部大臣賞[250]
- 1962年：日本芸術院会員選出[5]
- 1963年：勲四等旭日小綬章（没後追贈、勲七等からの昇叙[251]）[252]

## ドキュメンタリー作品
- 『生きてはみたけれど 小津安二郎伝』（1983年、井上和男監督）
- 『東京画』（1985年、ヴィム・ヴェンダース監督）
- 『小津と語る』（1993年、田中公義監督）
- 『吉田喜重が語る小津安二郎の映画世界』（1993年、吉田喜重監督） - NHK教育テレビで放送

## シナリオ・日記・発言集
- 井上和男編『小津安二郎作品集』全4巻、立風書房、1983年9月 - 1984年3月。再版1993年
- 田中眞澄編『小津安二郎 全発言 1933〜1945』泰流社、1987年6月。ISBN 978-4884705893
- 田中眞澄編『小津安二郎 戦後語録集成 昭和21(一九四六)年―昭和38(一九六三)年』フィルムアート社、1989年5月。ISBN 978-4845989782
- 田中眞澄編『全日記 小津安二郎』フィルムアート社、1993年12月。ISBN 978-4845993215。限定版200部も刊
- 田中眞澄編『小津安二郎「東京物語」ほか』みすず書房〈大人の本棚〉、2001年12月／新装版2020年。ISBN 978-4622089551
- 井上和男編『小津安二郎全集』3冊組（上・下＋別巻冊子）、新書館、2003年4月。ISBN 978-4403150012
- 『小津安二郎 僕はトウフ屋だからトウフしか作らない』日本図書センター〈人生のエッセイ〉、2010年5月。ISBN 978-4284700382
- 『蓼科日記 抄』同刊行会編、小学館スクウェア、2013年7月。ISBN 978-4797981186
- 『人と物3 小津安二郎』無印良品〈MUJI BOOKS文庫〉、2017年6月。ISBN 978-4909098023。小著
- 『小津安二郎 発言クロニクル 1903-1963』同会編、三四郎書館、2024年11月。ISBN 978-4991299339

## 記念施設・資料館

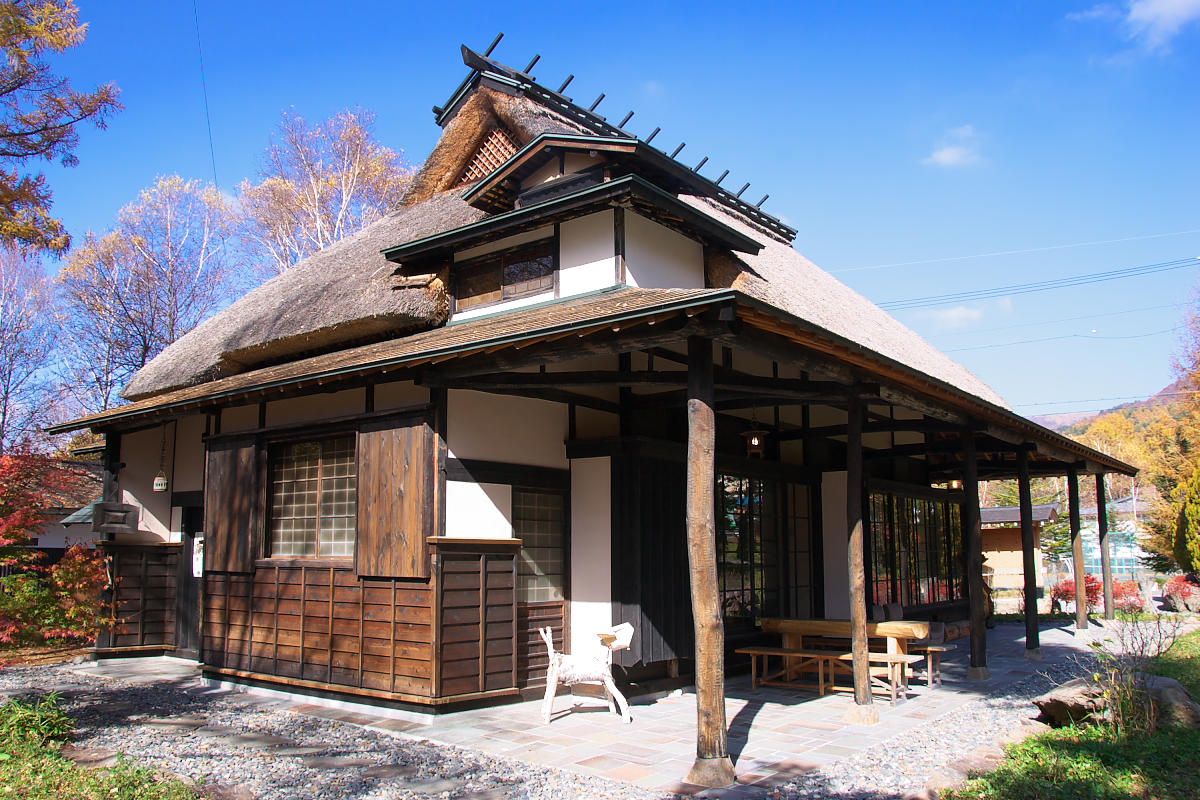
小津の別荘だった無藝荘。

小津が晩年に使用した長野県蓼科の別荘「無藝荘」は、2003年に小津の生誕100年を記念して茅野市によりプール平に移築され、小津安二郎記念館として一般に公開されている。茅野市では、1998年から「小津安二郎記念蓼科高原映画祭」が開催され、小津作品の上映を中心にシンポジウムや短編映画コンクールなどが行われている。
小津が青春時代を過ごした三重県松阪市では、2002年に「小津安二郎青春館」が開館したが、2020年末に閉館した。それに代わる顕彰拠点として、翌2021年に松阪市立歴史民俗資料館内に「小津安二郎松阪記念館」が開館し、青春時代の手紙や日記、監督作品の台本などが展示されている。
小津の生地である東京都江東区では、古石場文化センター内に「小津安二郎紹介展示コーナー」が設けられている。

## 展覧会・記念展
小津安二郎に関する展示は小津の遺品を所蔵する鎌倉文学館ほかで開催されている。1986年6月に鎌倉文学館で「特別展小津安二郎展―人と仕事」を開催した。愛用品やシナリオ等約300点が展示された。1990年に小津の遺族から遺品の寄託を受けた鎌倉文学館は生誕100周年にあたる2003年4月25日から6月29日にも「小津安二郎　未来へ語りかけるものたち」を開催している。
1998年12月から1999年1月31日まで、東京大学総合研究博物館で「デジタル小津安二郎展」が開催された。この展示は厚田雄春の遺品が東京大学総合文化研究科に寄贈されたことを受けて企画された。展示にあたり「東京物語」のデジタル修復を実施した。展覧会の図録『デジタル小津安二郎　キャメラマン厚田雄春の眼』で展示の様子を見ることができる。
小津が1946年から約5年間住んでいた千葉県野田市の野田市郷土博物館では、2004年10月16日から11月14日まで「小津安二郎監督と野田」展示を行った。展示図録では野田での写真等を見ることができるほか、小津の日記をもとに「野田での小津日和」の記事がある。
小津生誕120周年・没後60年の2023年には、神奈川近代文学館で「小津安二郎展」を開催した。会期は2023年4月1日から5月28日。